# Histoire de Bordeaux

Blason de Bordeaux.

L’histoire de Bordeaux est liée à la conjonction de plusieurs facteurs géographiques et politiques. Burdigala est fondée au Ier siècle av. J.-C. par les Bituriges Vivisques (littéralement « Bituriges déplacés »), peuple gaulois de la région de Bourges qui contrôlait, depuis le port intérieur, le trafic de l'étain amené d'Armorique et de Bretagne (Grande-Bretagne, Cornouailles). Son statut urbain est confirmé sous la République romaine.
En 52 av. J.-C., le cardo et le decumanus (aujourd'hui rue Sainte-Catherine et rues Porte Dijeaux et Saint Rémi) sont tracés de long de l'îlot Saint-Christoly qui englobe l'espace situé entre les rivières Devèze et Peugue et la Place Pey-Berland. La ville devient le chef-lieu de la civitas des Vivisques, administrée par un collège de magistrats, avec le statut de cité pérégrine stipendiaire, le moins avantageux dans l'Empire romain. Sous l'Empire romain, Burdigala se développe et devient une des villes les plus opulentes de la Gaule. Les premiers plants de vigne à l'origine du vignoble bordelais sont implantés entre 40 et 60 sur les coteaux nord de la rive gauche de la Garonne.

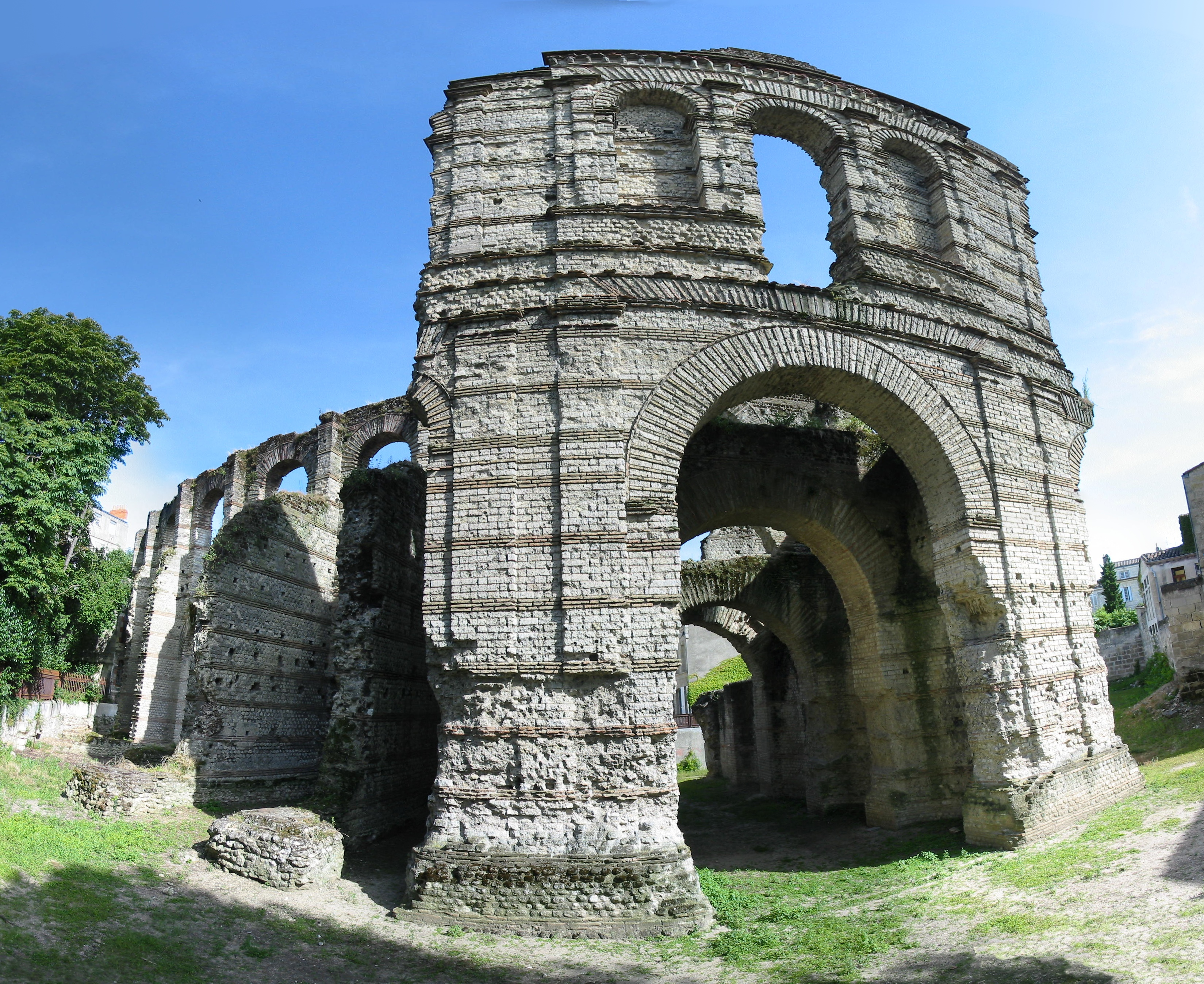
Palais Gallien.

En 70, l'empereur Vespasien en fait la capitale administrative de la province romaine d’Aquitaine (des Pyrénées à la Loire) à la place de Mediolanum Santonum (Saintes). Il semble que sous le règne de cet empereur, la ville ait reçu le statut de municipe de droit latin. La ville est particulièrement prospère sous la dynastie des Sévères (193-235). Elle englobe alors le mont Judaïque (actuel quartier Saint-Seurin). De cet âge d'or datent des monuments illustres dont le forum (Piliers de Tutelle) et le Palais Gallien (amphithéâtre pouvant contenir 15 000 personnes sur ses gradins en bois).
La position de Bordeaux, au carrefour entre les itinéraires commerciaux terrestres et fluviaux au cœur d'une riche région viticole, en a fait une des principales villes des royaumes wisigoth puis franc, en enfin de la France du 1er millénaire, avec des palais royaux, de riches abbayes et une cathédrale ; au cours du XIIe siècle, Bordeaux est devenue un des premiers centres en Europe pour l'enseignement et le commerce international..
Les Archives de Bordeaux Métropole permettent au public de se plonger dans la mémoire historique de Bordeaux et de l'Aquitaine, sous des aspects très variés.

## Préhistoire
Des recherches en archéologie indiquent que la fondation de Bordeaux remonte au moins au VIe siècle av. J.-C.. En effet, une première agglomération a été décelée dès cette époque au bord de la Garonne sur la rive gauche de la Devèze.

## Protohistoire et Antiquité
Une hypothèse avance que la région aurait dépendu au Ier siècle av. J.-C. de la tribu des Santons qui l'auraient accordée aux Helvètes lors de leur projet de migration. Cette migration fut le prétexte de la Guerre des Gaules.

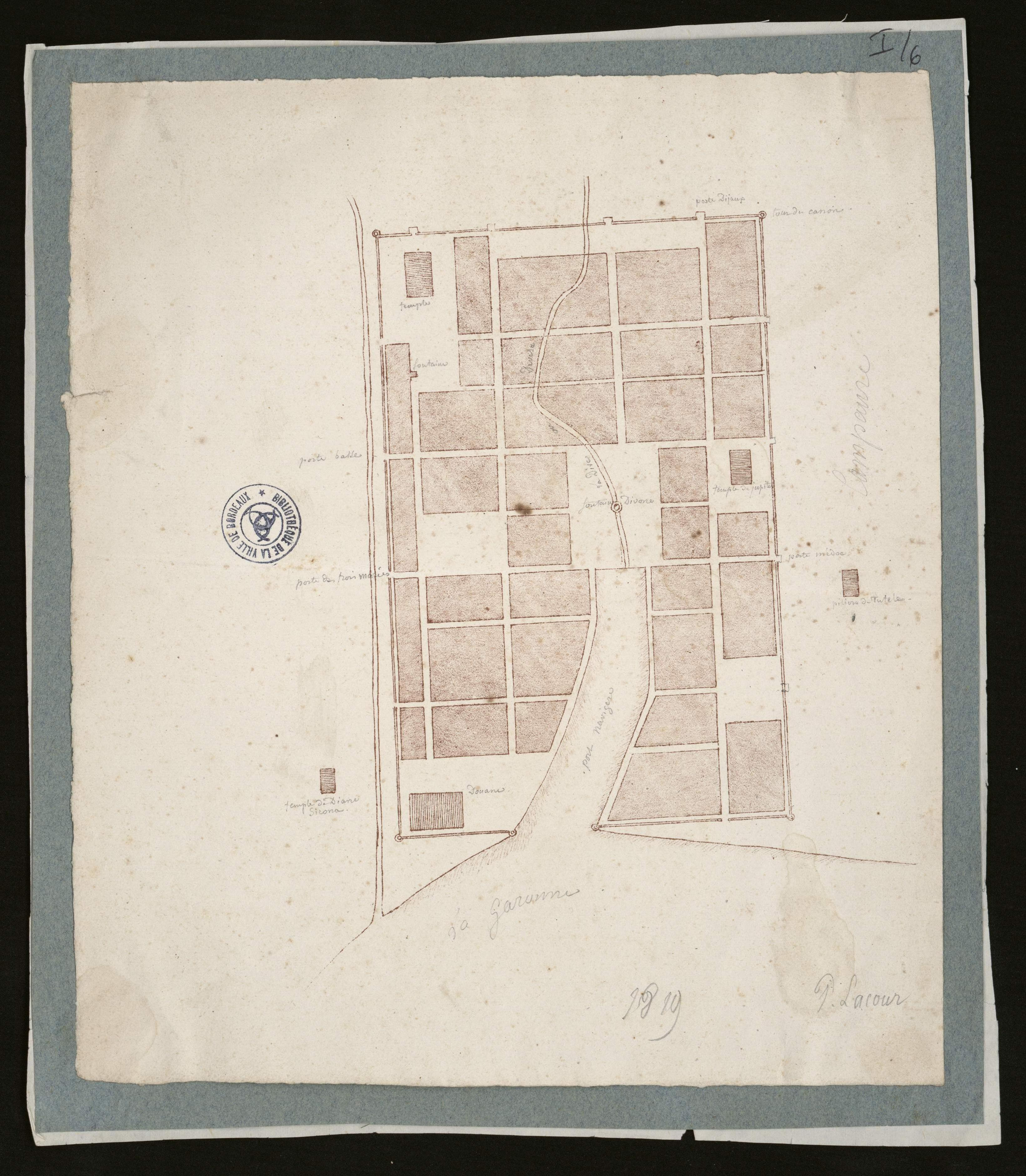
Bordeaux dans l'Antiquité par Pierre Lacour.

### Bordeaux et le peuple gaulois des Bituriges vivisques
L'autorité romaine l'aurait donnée ensuite comme chef-lieu aux Bituriges Vivisques, fraction des Bituriges, qui se seraient donc installés sur le site après la conquête de César.
L'autre hypothèse avancée est l'installation au IIIe siècle avant Jésus-Christ d'un groupe de la puissante tribu gauloise des Bituriges venus contrôler le commerce de l'étain. On est alors au IIIe siècle av. J.-C. ; Burdigala, en latin. Les Bituriges Vivisques (littéralement « Bituriges déplacés »)[réf. souhaitée], sont un peuple gaulois issu de la région de Bourges qui contrôlait, depuis le port intérieur, le trafic de l'étain amené d'Armorique et de Bretagne (Grande Bretagne).
Ils plantent des vignes sur les bords de la Garonne et introduisent un plant ou des plants de vigne provenant du piémont Basco-pyreneen, bien adaptés au climat local, la « biturica », ancêtre probable des Cabernets et du Cabernet franc en particulier (Atxeria du Pays basque, ou Bouchy du Bearn) géniteur des futurs Cabernet-Sauvignon, Carmenère et Merlot.
Le premier emplacement est situé à l'embouchure de la Devèze, un affluent de la Garonne, proche de la Gironde. La naissance de Bordeaux n'est pas liée aux qualités du site, car, ville d'embouchure située sur une avancée du plateau landais, elle est longtemps cernée de marais pestilentiels. C'est précisément ce sens de « marais boueux » que conserve encore de nos jours une rivière appelée Eau Bourde passant au sud de la ville.

### Après la conquête de la Gaule par Jules César
En 56 av. J.-C., Publius Crassus, lieutenant de César, soumet l'Aquitaine. Cependant, aucune source ne mentionne qu'il se soit arrêté à Burdigala, ville marchande déjà en relations avec la Gaule narbonnaise et qui ne tenait sans doute pas à entrer en conflit avec Rome.
À partir de 52 av. J.-C., Bordeaux se développe sous le mode du premier urbanisme romain. Le cardo et le decumanus (aujourd'hui rue Sainte-Catherine et rues Porte Dijeaux et Saint Rémi, et cours de l'Intendance) sont tracés et l'on construisit des aqueducs, des temples, un amphithéâtre et une curie. Elle est le chef-lieu de la cité des Bituriges Vivisques, un des soixante-quatre peuples gaulois reconnus par les Romains parmi les nombreux peuples de Gaule.
Bordeaux est dès cette époque un emporium, c'est-à-dire un comptoir de commerce, contrôlant les routes de l'étain et du plomb entre les ports gaulois de la Loire et la République romaine.

### Bordeaux sous l'Empire romain (Iersiècleav. J.-C.-Vesiècle)
En 28 av. J.-C., lorsqu'Auguste crée les trois provinces de la Gaule conquise par César, Burdigala est le chef-lieu de la cité des Bituriges vivisques, située dans la province de Gaule aquitaine.
Burdigala se développe et finit par devenir une des villes les plus importantes de Gaule. Entre 40 et 60 sont implantés sur les coteaux nord de la rive gauche les premiers plants de vigne à l'origine du vignoble bordelais. Il semble que sous Vespasien elle passe du rang de cité pérégrine stipendiaire à celui de municipe de droit latin.
En 70, elle devient le chef-lieu de la province romaine d’Aquitaine, qui jusque là était Saintes (Mediolanum Santonum), c'est-à-dire qu'elle est le lieu de résidence et de gouvernement du gouverneur de province, au statut de proconsul.
La ville est particulièrement prospère sous la dynastie des Sévères (193-235), elle englobe alors le mont Judaïque, actuel quartier Saint-Seurin. De cet âge d'or datent des monuments illustres dont le forum (Piliers de Tutelle) et le Palais Gallien (amphithéâtre pouvant contenir 15 000 personnes sur ses gradins en bois). La ville est victime de la révolte de l'empereur des Gaules, Tetricus (271-273/274), puis des troubles des Bagaudes.
Burdigala par son statut impérial d'"emporium" du monde romain, la ville devient l'un des plus grands comptoirs commerciaux de l'Empire attirant les navires de commerce grecs, bretons, ibères et celtes. L’étain, la céramique grecque, le cuivre d’Espagne, ou encore le blé et les produits méditerranéens constitue la matière principale du commerce du début du millénaire. Néanmoins le vin devient rapidement à être produit sur place après l’adaptation d’un cépage importé d’Albanie, la "biturica".
Dans la perspective de répondre au trafic grandissant, un port intérieur est établi, le bassin Navigère dans lequel s'écoule la Devèze par 26 bouches de bronze. La ville continue à briller pendant près d'un siècle, grâce au commerce de suif, de cire, de poix et de papyrus. L'attractivité de la ville l'amène à s'étendre vers les plateaux de Saint-Michel, de Sainte-Eulalie et de Saint-Seurin afin d'accueillir une population de 20 000 habitants. Ainsi de "civitas stipendaria" (cité soumise à l’impôt), elle devient, au IIe siècle, un "municipe" (cité dont les habitants jouissent de certains droits de la citoyenneté romaine). Cette prospérité amenant de nombreuses invasions barbares, les légions romaines décident d'ériger des remparts de neuf mètres de hauteur entre 278 et 290, utilisant les pierres d’anciens monuments, ils réduisent l'espace de la ville d'une trentaine d’hectares. par le tracé actuel des cours d'Alsace-Lorraine, de la rue des Remparts et des cours du Chapeau Rouge et de l'Intendance. Il s'agit d'une enceinte de 740 m sur 480 dont les murs ont une hauteur de 10 m et une largeur de 5 m. Après les invasions, Burdigala accueille 15 000 habitants. Ces nombreuses guerres donneront lieu à la création d’un empire gaulois sécessionniste en 260. Lors de la même année Tetricus, gouverneur de Burdigala, prend le pouvoir de la Gaule. Il est consacré dans sa cité en 270 et se maintient au pouvoir jusqu’au retour de la Gaule dans l'Empire Romain en 274.
L'Empire romain a compris l'époque le potentiel inépuisable que la Garonne offrait à la capitale régionale. Ce "castrum" voit le jour en 310. Il est percé de quatre portes, dont l’une, la "porta Navigera", permet aux bateaux d'accéder à la Garonne. Ausone écrit à l'époque que « "L'enceinte carrée de ses murailles élève si haut ses tours superbes que leur sommet aérien perce les nues. On admire au dedans les rues qui se croisent, l'alignement des maisons et la largeur des places fidèles à leur nom ; puis les portes qui répondent en droite ligne aux carrefours ». Rhéteur (professeur de rhétorique) à l’université de Burdigala, fondée en 286. Le rayonnement de cette institution moderne attire les savants du nord de l'Europe jusqu'à Athènes en passant par Syracuse en Sicile.

## Moyen Âge

### Haut Moyen Âge (Vesiècle-Xesiècle)
Au IVe siècle, la ville est christianisée par saint Hilaire (315-367) et saint Martin  (316-397)[réf. nécessaire]. Elle devient la métropole de l’Aquitaine Seconde (370-508) et connaît les premières hérésies (priscillianisme). Delphin (380- vers 401-404) est le premier évêque catholique de Bordeaux dont on soit certain ; il préside le Concile de Bordeaux en 384. Son successeur est Amand.
Dès le début du Ve siècle, la cité subit les invasions barbares, d'abord des Vandales venant du nord (alliés aux Alains et Suèves) avant de franchir les Pyrénées en octobre 409 pour gagner l'Espagne ; puis celle des Wisigoths venant du sud, qui se présentèrent devant Bordeaux. Selon la Chronique Gauloise, dès son arrivée en Gaule, le roi des Wisigoths Athaulf (410-415) aurait reçu de l'empire, une terre en Aquitanique et il est avéré qu'il prit rapidement possession de Bordeaux. En 412, les Wisigoths sont bien installés à Bordeaux et Bazas. Acculés à la famine par le général romain Constance, ils incendient Bordeaux avant de partir vers l'Espagne en 414.

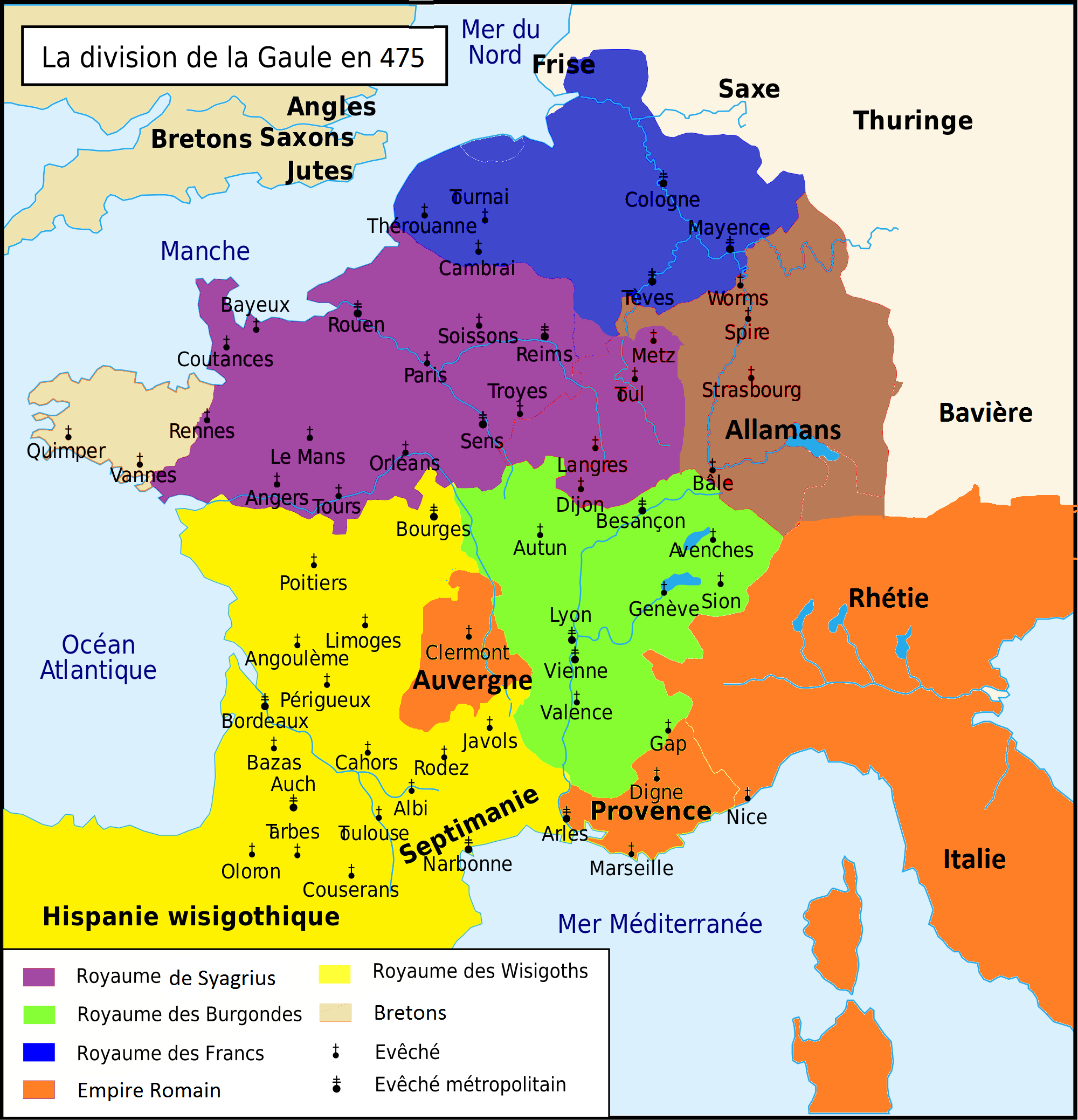
Situation géopolitique des Gaules en 475 avant que l'Auvergne ne tombe dans le royaume wisigoth.

Les Wisigoths sont un peuple qui déplacent souvent leur capitale, et désormais fédérés par Rome, à leur retour en Gaule en 418-419, avec le nouveau roi Théodoric Ier (418-468), la ville devient une cité importante du royaume wisigoth, dont les rois sont de religion arienne. Elle possède un palais pour recevoir le roi et une église royale arienne. En 475, l'empereur romain Julius Nepos doit conclure un traité avec le roi wisigoth Euric (466-484) lui reconnaissant la pleine souveraineté sur l'Auvergne et les territoires détenus sur la Gaule, mettant fin au traité d'alliance avec Rome (fœdus). Bien que Toulouse soit en droit à cette époque la capitale du royaume wisigoth, Euric et sa cour se rendent souvent à Bordeaux. À la mort d'Euric, les Francs conduits par leur nouveau roi Clovis Ier s'emparent après la bataille de Soissons (486) du royaume romain de Syagrius. Celui-ci cherche refuge chez le roi wisigoth Alaric II (484-507) qui n'osant pas refuser, finit par le livrer à Clovis, lequel le fait exécuter discrètement. Les Francs franchissent la Loire vers le sud à plusieurs reprises au cours de premiers raids en Aquitaine, notamment sur Saintes prise en 495 et reprise un an plus tard par les wisigoths. Ces expéditions sont les prémices de la conquête de l'Aquitaine par les Francs.
En 498 les Francs s'emparent de Bordeaux et prennent en otage le général wisigoth Suatrius gouverneur de la ville.
Au début du VIe siècle en 501 l'évêque d'Arles, Césaire, jugé dangereux, est envoyé en exil dans la cité par le roi wisigoth Alaric II ; il y prêche l'obéissance à Dieu comme supérieure à celle due au roi jusqu'à la fin de son exil en 506. Encouragé par Anastase, empereur chrétien de l'empire romain d'Orient, redoutant l’expansion wisigothique arienne, les Francs, dont le roi Clovis s'est converti au christianisme catholique, mettent en déroute les Wisigoths à la bataille de Vouillé en 507. Clovis sur le chemin du retour, après s'être emparé de Toulouse, entre à Bordeaux sans combattre durant l'hiver 507-508.
Depuis la fin du VIe siècle Bordeaux devient le centre urbain le plus important avec Toulouse aux abords du duché de Vasconie. Bordeaux devient aussi une ville importante du duché d'Aquitaine indépendant à partir de 660.
Le VIIe siècle marque un temps fort dans l’organisation paroissiale de Bordeaux avec la fondation des églises Saint-Rémi, Saint-Pierre et Saint-Siméon. Pour autant, il n'y a pas mention d'évêque à Bordeaux pendant tout le VIIIe siècle et une part du IXe siècle.
Au début VIIIe siècle, l’émir Abd al-Rahman remporte la bataille de Bordeaux et pille la ville en 732, puis Charles Martel la conquiert sur Eudes d'Aquitaine en 735, mais l'Aquitaine demeure indépendante jusqu'en 768. En 736, Charles Martel lance une nouvelle attaque contre Bordeaux alors gouvernée par Eudes et son fils Hunald, conquiert la ville et la saccage.
La ville participe aux tentatives de séparation des ducs d’Aquitaine et est soumise par Pépin le Bref en 768. En 778, Seguin est nommé comte de la ville par Charlemagne, et au  début du IXe siècle en 814 il est nommé duc de la Vasconie (Dux Wasconum), mais en 816 Louis le Pieux le dépose pour sa probable connivence avec une révolte basque, ce qui répand la rébellion sur toute la Vasconie[réf. nécessaire].

### Moyen Âge central (XIesiècle-XIIIesiècle): capitale du duché d'Aquitaine
Bordeaux devient capitale d’un comté rattaché d'abord au duché de Vasconie (de 852 à 1032), puis du duché d'Aquitaine sous les autorités successives des comtes de Poitiers, (de 1032 à 1137), et des Capétiens, (de 1137 à 1152).
Au Xe siècle, Ibrahim ibn Ya'qub marchand andalou envoyé par le Calife Omeyade de Cordoue décrit la ville en ces termes :

« Burdhil [Bordeaux]. Ville du côté de la France, riche en eau, en fruits et en céréales. La plupart des habitants sont chrétiens. Elle a des bâtiments élevés construits sur d'énormes colonnes. Sur son rivage, on trouve de l'ambre de bonne qualité. On raconte que lorsque l'hiver est très rigoureux et leur interdit de naviguer, les gens se rendent dans une île proche, nommée Anwâtâ (l'île du Médoc), où il y a une espèce d'arbre appelée mâdiqa (medica). En cas de famine, ils écorcent cet arbre et trouvent entre le liber et le bois une substance blanche (l'aubier) dont ils se nourrissent pendant un mois, deux mois ou même plus, jusqu'à ce que le temps s'améliore. Il y a un mont dominant la ville et l'Océan, avec une statue au sommet, comme pour dire aux gens de ne plus s'aventurer sur l'Océan, afin que ceux qui quitteraient Burdhil pour prendre la mer y renoncent. »

À la fin du IXe siècle, la ville est pillée par les « Normands » : une bande menée par le chef viking Hasting met le siège fin 847. Le roi d’Aquitaine Pépin II ne fait rien pour aider la ville, et c’est son neveu, roi de Francie occidentale, Charles le Chauve qui détruit une flottille de neuf drakkars sur la Dordogne, mais ne peut faire lever le siège. Bordeaux est prise en février 848. L'épisode vaut à Pépin d'être déposé en juin 848 par les Grands d’Aquitaine, qui reconnaissent alors l'autorité directe de Charles le Chauve. En 855, Bordeaux sera pillée pour la seconde fois par les Vikings.
Il faut attendre le XIIe siècle pour que Bordeaux retrouve de son essor. La cathédrale Saint-André est consacrée en 1096 par Urbain II. L'hôpital-prieuré Saint-Jacques est implanté hors les murs de la ville par le duc Guillaume X d'Aquitaine, en 1119, sur le territoire paroissial de l'église Saint-Éloi.
Depuis le mariage d'Aliénor d'Aquitaine en 1152, la Guyenne est en union personnelle avec le royaume d'Angleterre mais son souverain, comme duc vassal, doit rendre hommage au roi de France. Bordeaux est disputée dans les guerres qui opposent les Plantagenêt aux rois de France et occupée par Philippe IV le Bel de 1294 à 1303 mais elle finit par se révolter contre les Français qui doivent la restituer au roi d'Angleterre. Pendant la guerre de Cent Ans, Édouard III d'Angleterre refuse l'hommage au roi de France : Bordeaux, fidèle au roi d'Angleterre, est assiégée sans succès par Philippe VI de 1337 à 1340. Les Bordelais fournissent une flotte de 50 bateaux pour reprendre Libourne aux Français. La Peste noire qui sévit en 1348 vient interrompre les combats qui reprennent bientôt. Le fils aîné d'Édouard III, Édouard de Woodstock, le « Prince noir », fixe sa résidence à Bordeaux et mène des chevauchées dévastatrices contre les terres françaises en 1355 et 1356. Après sa victoire de Poitiers, le Prince noir règne en prince souverain et instaure le premier parlement de Bordeaux en 1362. Son fils, qui règne sur l'Angleterre et la Guyenne, est appelé « Richard de Bordeaux ».
Le quartier Saint-Eloi hors de l'enceinte romaine est partiellement détruit pendant le siège de Bordeaux par les troupes d'Alphonse VIII de Castille, en 1206 qui échoue à entrer dans la ville,. Cette incursion décide les bourgeois de Bordeaux de se doter d'une seconde enceinte,

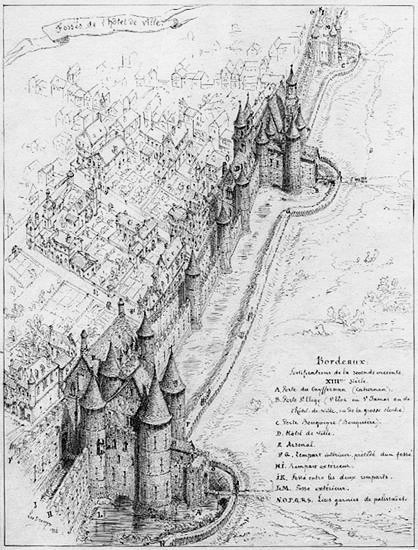
Les remparts du XIIIe siècle.

Bordeaux s’agrandit et de nouvelles enceintes sont édifiées : en 1227 au sud, pour protéger les quartiers neufs (Saint-Eloi, rue Neuve, la Rousselle, etc.) ; en 1327, pour intégrer les nouveaux faubourgs (Sainte-Croix, Sainte-Eulalie, Saint-Michel). Les paroisses de Saint-Michel et de Saint-Pierre se peuplent alors d’artisans (forgerons, charpentiers ou fustiers) laissant leur nom aux rues des Faures et de la Fusterie.
Au-delà des remparts se développe le bourg de Saint-Seurin, et apparaît au nord, en bordure de Garonne, le couvent des Chartrons. Durant cette période, de nombreuses congrégations religieuses se sont installées à l'abri de la nouvelle enceinte : les Carmes, les Menuts, les Augustins au sud, les Jacobins au nord.
Le roi d'Angleterre, Jean sans Terre, reconnaît en 1206 l'existence de la Jurade de Bordeaux qui possède le monopole du pouvoir municipal.
En 1242, une émeute éclate entre les deux familles rivales des Colom et des Soler, précédemment maires de Bordeaux au cours du XIIIe siècle ; elle fut réprimée sévèrement, à l'avantage des Colom, par le sénéchal de Guyenne, Simon de Montfort.
En 1294, Philippe le Bel confisque temporairement le duché de Guyenne et occupe Bordeaux. Refusant de quitter le duché après le délai fixé, il déclenche la Guerre de Guyenne. En 1303, Bordeaux se soulève et chasse les Français. Un traité signé à Paris met fin au conflit et restaure l'état antérieur : Bordeaux redevient anglaise en 1303.
Au cours du XIIIe siècle, Bordeaux redevient prospère grâce au commerce du vin avec l’Angleterre. La cathédrale Saint-André et la Grosse cloche sont construites.

### Moyen Âge tardif (XIVesiècle-XVesiècle): la guerre de Cent Ans
Bertrand de Got, d'une famille de petits seigneurs du Bazadais, devient chanoine puis archevêque de Bordeaux en 1299, et enfin pape sous le nom de Clément V en 1305. Allié du roi de France Philippe IV le Bel, il mènera une politique favorable à la France en ordonnant la condamnation posthume de Boniface VIII autorisant le procès de l'ordre du Temple en 1307.
Bordeaux est disputée dans les guerres qui opposent les Plantagenêt et occupée par de 1294 à 1303 mais elle finit par se révolter contre les Français qui doivent la restituer au roi d'Angleterre Édouard Ier. Le fils de celui-ci, Édouard II, se reconnaît vassal du Capétien et fait appliquer dans ses États l'ordre d'arrestation des templiers. Le précepteur d'Aquitaine, arrêté à Bordeaux avec ses chevaliers, avoue sous la contrainte les hérésies et crimes dictés par la justice royale. Clément V doit consentir à la condamnation de l'ordre en 1312 que l'archevêque Arnaud IV de Canteloup, son successeur à Bordeaux, fait appliquer dans son diocèse : les biens du Temple sont transférés aux Hospitaliers de Saint-Jean. Édouard II tente de raffermir son autorité sur Bordeaux puis, à la mort de Philippe le Bel, accepte de reconnaître l'autonomie de la commune. Bordeaux lui envoie des ressources pour sa guerre en Écosse. En 1320, la croisade des pastoureaux, vagabonds et pillards, est dispersée devant Bordeaux.
Pendant la guerre de Cent Ans, Édouard III d'Angleterre refuse l'hommage au roi de France : Bordeaux, fidèle au roi d'Angleterre, est assiégée sans succès par Philippe VI de 1337 à 1340. Les Bordelais fournissent une flotte de 50 bateaux pour reprendre Libourne aux Français. La Peste noire qui sévit en 1348 vient interrompre les combats qui reprennent bientôt. Le fils aîné d'Édouard III, Édouard de Woodstock, le « Prince noir », fixe sa résidence à Bordeaux et mène des chevauchées dévastatrices contre les terres françaises en 1355 et 1356. Après sa victoire de Poitiers, le Prince noir règne en prince souverain et instaure le premier parlement de Bordeaux en 1362. Son fils, qui règnera sur l'Angleterre et la Guyenne, est appelé « Richard de Bordeaux ».
En 1377, Bordeaux repousse une armée française commandée par Bertrand du Guesclin. En 1400, elle se révolte, cette fois contre le roi d'Angleterre Henri IV qui a détrôné et peut-être fait assassiner Richard II « de Bordeaux ». Bordeaux fait figure de république indépendante. En 1406-1407, une flotte bordelaise chasse les Français de la Gironde et les oblige à abandonner les sièges de Blaye et Bourg. En 1416, les Bordelais acceptent de rendre hommage à Henri V, fils de l'usurpateur Henri IV, tout en conservant leur autonomie.

Bordeaux en 1450 par Léo Drouyn.

En 1403 la ville est partiellement incendiée par une escadre franco-espagnole.
Le 29 juin 1451, Bordeaux se rend à Charles VII, mais la ville est reprise par l'Anglais John Talbot en 1452. Après la bataille de Castillon en 1453 qui met fin définitivement au règne anglais, les Bordelais doivent se résigner à une autorité française qu'ils n'aiment guère et qui, dans les actes officiels, remplace le gascon par le français.
Charles VII décide en 1459 de faire de Bordeaux, restée indépendante d'esprit, une ville royale et d’y faire édifier plusieurs forteresses pour dissuader les Bordelais de se révolter contre la monarchie : le fort Louis au sud, le fort du Hâ pour défendre la ville des attaques venant du sud et de l’ouest, et le château Trompette pour la protéger du côté de la Garonne. Le commerce du vin avec l’Angleterre s’arrête et la ville perd alors sa prospérité. En 1462, le roi Louis XI rend ses libertés à la ville en lui donnant un parlement. Après avoir établi la paix en 1475, il choisit Bordeaux, notamment son port, pour le commerce avec les marchands anglais.

## Époque moderne (1492-1789)

### AuXVIeet auXVIIesiècle: difficile intégration dans le système de la monarchie absolue
Le début de la période moderne coïncide pour la ville de Bordeaux au basculement de la domination anglaise vers la domination française (1453). C'est une époque de profonds bouleversements dans tous les domaines :
- dans le domaine politique, les larges libertés obtenues par la municipalité lors de la période anglaise sont confrontées à la mise en place d'un État puissant dans le royaume de France ;
- dans le domaine économique, les relations privilégiées avec l'Angleterre, notamment dans la vente du vin, sont fragilisées ;
- dans le domaine culturel, la ville participe aux évolutions de la Renaissance avec le développement de l'humanisme (illustré par Montaigne et La Boétie) et la division du christianisme (importance des guerres de religion dans le sud-ouest de la France).

Cela explique l'agitation que connaît la cité bordelaise durant les deux premiers siècles de la période moderne. En 1548, une grande révolte oppose les Bordelais au pouvoir royal. À la suite de la jacquerie des pitauds, la population se révolte contre la fiscalité (impôts des cinquante mille hommes de pied) et pour les libertés publiques. Les insurgés encerclent le 21 août le fort du Hâ et le château Trompette. Ils massacrent le gouverneur du roi Tristan de Moneins et vingt officiers des gabelles. Le roi Henri II ordonne au connétable Anne de Montmorency une répression exemplaire. La cité perd ses privilèges. Elle est désarmée, verse une amende et son parlement est suspendu. En ville, 140 personnes sont condamnées à mort[réf. nécessaire]. La répression s’étend ensuite dans les campagnes alentour où l’on pend les meneurs. Néanmoins, en 1549, Henri II amnistie la cité. Ces événements ont inspiré à Étienne de la Boétie son Discours de la servitude volontaire[réf. nécessaire].
Quinze ans plus tard, la ville est touchée par les guerres de religion. En 1562, Symphorien de Durfort, capitaine protestant, échoue à prendre le château Trompette, avant d’être battu dans le Périgord par Monluc. Charles IX entre dans la ville le 9 avril 1565 lors de son tour de France royal (1564-1566), accompagné de la Cour et des Grands du royaume : son frère le duc d’Anjou, Henri de Navarre, les cardinaux de Bourbon et de Lorraine. Ce voyage est entrepris pour tenter de reprendre en main un royaume miné par les conflits confessionnels. Les protestants ont été éliminés de la ville, et un syndicat ou ligue de bourgeois se met en place dès 1563 pour conserver la religion catholique. Le massacre de la Saint-Barthélemy (24 août 1572 à Paris) se répète à Bordeaux le 3 octobre, où les protestants sont exterminés, le Parlement ayant planifié les opérations et les massacreurs étant excités par les prêches des prêtres catholiques. Le lieutenant du roi tente d’empêcher les tueries, mais le maire laisse lui aussi faire, le bilan s'élève à 200 ou 300 morts. En 1585, Montaigne est élu maire de Bordeaux par les Jurats. La ville s'apaise et trouve une nouvelle source de profit dans le commerce du pastel de Garonne.
Pendant les luttes de la Fronde (1648-1653) entre la noblesse française et le roi, les bourgeois bordelais forment l'Assemblée de l'Ormée. Ce n'est qu'en août 1653 que Bordeaux est soumise par les armes et que le jeune Louis XIV y fait une entrée solennelle. En 1675, les parlementaires laissent se développer la révolte du papier timbré, provoquée par une hausse des impôts. Le Parlement est exilé plusieurs années dans le Gers, à Condom, et la ville doit loger à ses frais plusieurs régiments. Alors que la fonction de commissaire de police est supprimée après cette révolte, progressivement, une « police de proximité » se met en place, comme à Paris et à Toulouse. En effet, depuis le XVIe siècle à Bordeaux, les jurats ont créé la fonction de « dixainier », chargés de dénoncer au Jurat les contraventions aux ordonnances de police (« pour le nettoiement des rues, le port d'armes, et tardivement la déclaration des étrangers » à la ville). Depuis une ordonnance royale du 5 mai 1674, les dixainiers doivent veiller à ce que les habitants et hôteliers déclarent bien au Jurat les étrangers qu'ils hébergent.

### LeXVIIIesiècle: l'âge d'or à l'époque du commerce colonial esclavagiste

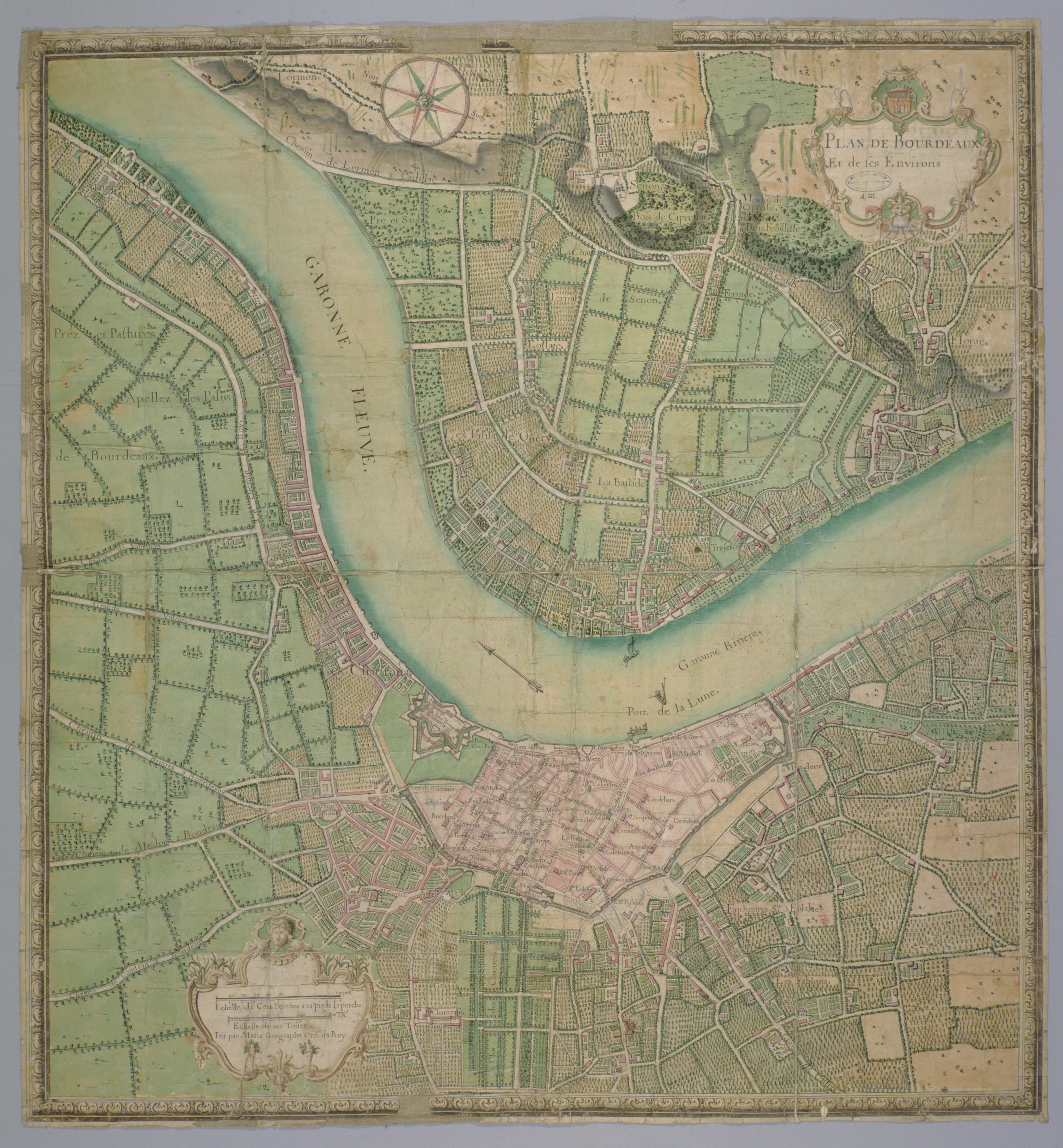
Plan de Bordeaux et de ses environs, par Hippolyte Matis (1716-1717).

Bordeaux connaît son second apogée du milieu du XVIIe siècle jusqu'à la Révolution française. Cette prospérité provient à nouveau de son port, qui va devenir le premier port du royaume. Ainsi, la ville compte 40 000 habitants en 1700, ce qui en fait l'un des centres urbains les plus importants du royaume. La ville commerce le vin, mais aussi le sucre colonial et les esclaves.
Au même titre que Nantes, La Rochelle, Lorient et bien d'autres, elle devient en effet un centre négrier et permet à certaines grandes familles de négociants de s'enrichir grâce au commerce triangulaire. En 1571, le Parlement de Bordeaux s'était pourtant prononcé contre l'esclavage. Il existait une forte tradition humaniste à Bordeaux dont le plus célèbre représentant fut Montaigne. En 1548, Étienne de La Boétie, membre du Parlement de Bordeaux, avait rédigé un des premiers textes anti-esclavagistes européens, « Le discours de la servitude volontaire ». La traite des noirs, déjà initiée par les grandes compagnies portugaises ou anglaises notamment, va se développer peu à peu en France. La place privilégiée du port de Bordeaux va susciter la convoitise de riches familles de négociants qui vont vouloir s'enrichir grâce à la traite. Ainsi, nombreux vont être les aventuriers qui vont s'installer dans la ville de Bordeaux en ce sens. La plupart sont originaires du Portugal, d'Irlande ou de la région du Tarn. Les plantations esclavagistes de la partie française de Saint-Domingue appartiennent aussi en grande partie à ces riches nouveaux Bordelais. Bordeaux se hisse ainsi, en 1743, au rang de cinquième port [réf. nécessaire]négrier français à égalité avec Le Havre. Il est encore bien loin - avec moins de cinquante navires depuis le début du siècle - du colosse nantais, qui expédie cette année-là son cinq centième navire vers les côtes guinéennes [réf. nécessaire].
La peste de Marseille, en 1720, conduit Bordeaux à prendre des mesures de précaution, tandis que sa population élevée soulève des problèmes d'ordre public.
Les archevêques, les intendants et les gouverneurs installés par le roi, embellissent la ville, assèchent les faubourgs marécageux et insalubres et aménagent les anciens remparts. Les intendants Claude Boucher et Louis-Urbain-Aubert de Tourny font, à moindre échelle, ce que fit cent ans plus tard le baron Haussmann à Paris. L'architecte André Portier construit, à la place des portes fortifiées de la vieille ville, des arcs de triomphe majestueux comme la Porte d'Aquitaine (place de la Victoire), la porte Dijeaux (place Gambetta/ Rue Porte Dijeaux), la porte de la Monnaie (quai de la Monnaie) ou encore la porte de Bourgogne (place de Bir-Hakeim). La ville se dote également d'un opéra construit par Victor Louis.

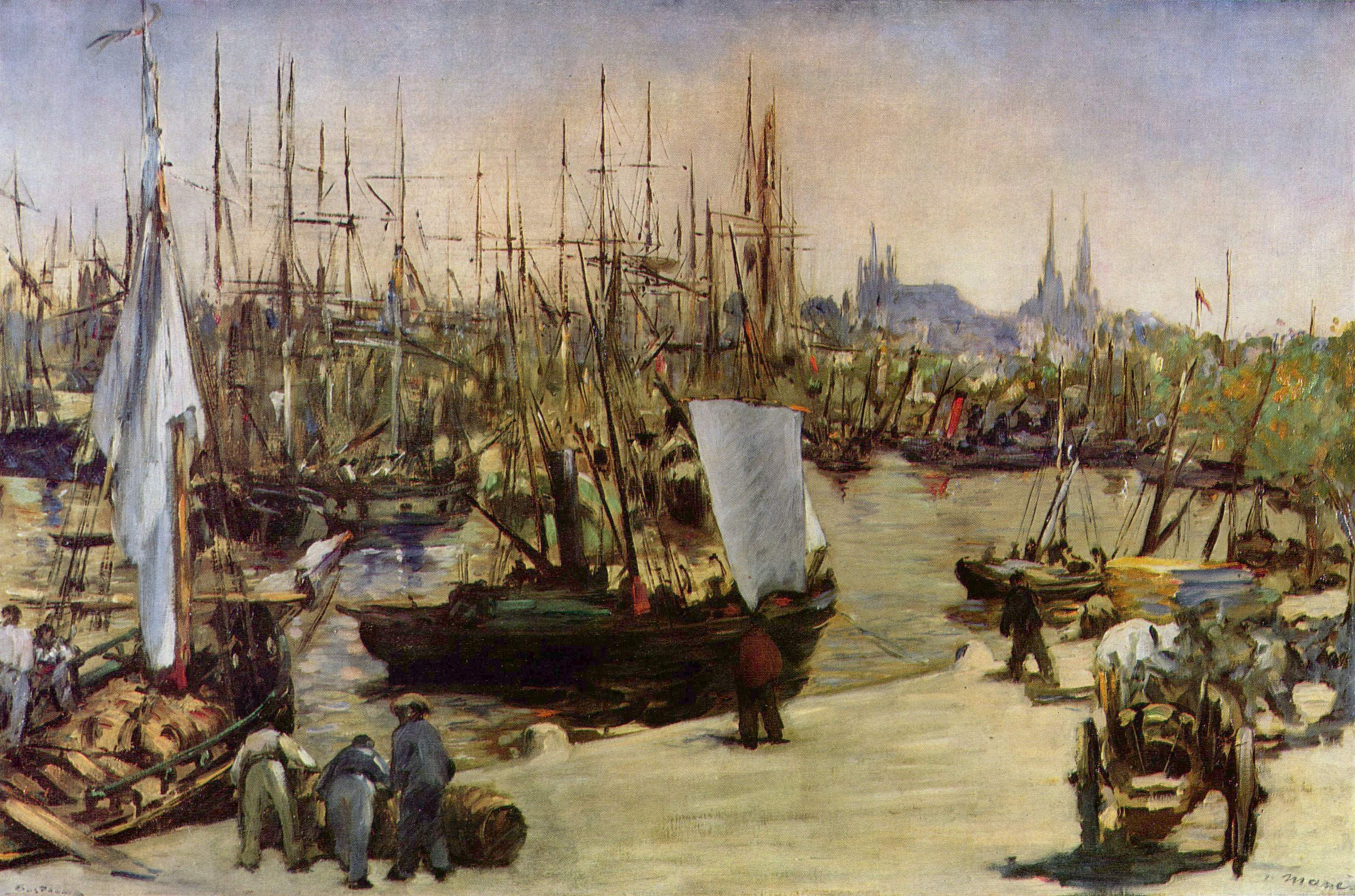
Port de Bordeaux d'Edouard Manet.

À la demande de Tourny, l'architecte de Louis XV, Ange-Jacques Gabriel, crée le Jardin public, voulu comme un espace vert et un haut lieu de promenade qui rencontre très vite la faveur des Bordelais. Gabriel construit aussi la vitrine de la ville : la place de la Bourse, alors appelée place Royale, magnifique ensemble XVIIIe siècle de type versaillais, qui donne sur les quais. Elle sert dans un premier temps d'écrin à la statue équestre du roi Louis XV, érigée en 1756. Cette-dernière fut fondue d'après un modèle sculpté par Lemoyne, et les bas reliefs de son piédestal, représentant la bataille de Fontenoy et la prise de Port-Mahon furent réalisés par Francin. Au mois d'août 1792, le conseil général de la commune de Bordeaux décide de la destruction de la statue qui est descendue de son piédestal le 25 août puis envoyée à Rochefort et fondue pour fabriquer des canons, les bas-reliefs célébrant deux grandes victoires françaises sont cependant conservés, ils sont aujourd'hui exposés au Musée d'Aquitaine. Elle est remplacée en 1869 par la fontaine des Trois Grâces, réalisée d'après des plans de Louis Visconti. La flèche Saint-Michel est construite.
Commence à cette époque l'ascension du sieur Pufeder (possiblement de la même famille que François Pufeder, maréchal des logis de la ville à partir de 1617, puis commissaire de police en 1637), qui est chargé d'établir les certificats de santé pour les nouveaux venus. Celui-ci devient en 1724 « préposé à la déclaration des étrangers », nommé par l'intendant Claude Boucher. Il est chargé de recevoir les déclarations des hôteliers, aubergistes ainsi que des dixainiers. Mais il occupe aussi d'autres fonctions : il accompagne ainsi des soldats à la recherche d'un déserteur dans la ville, afin d'éviter les heurts avec les habitants, ou rend la justice militaire en cas de « bavure » d'un garde. En 1747, Pufeder fils, qui a hérité de la même charge, envoie un mémoire à l'intendant Tourny afin d'améliorer la qualité du recrutement de cette nouvelle institution policière. Il projette de diviser Bordeaux en seize quartiers, d'instituer quatre cinquanteniers (ou « inspecteurs ») dans chaque quartier chargé de superviser l'action des dixainiers, dont le nombre serait réduit à 256. Peu de temps auparavant, Tourny avait créé des commissaires de police, à Limoges, sur le modèle parisien. Outre ce nouvel office, la police active est assurée, dans la première moitié du XVIIe siècle, par la « milice bourgeoise » et par le guet, qui patrouillent la nuit ou gardent les portes de la ville lors de l'épidémie de Marseille.
La réforme de la police défendue par Pufeder n'a pas lieu, mais l'autorité de ce dernier sur les dixainiers grandit. À partir du milieu du XVIIIe siècle, les dixainiers sont remplacés par des commissaires de police, issus du monde des magistrats et d'officiers subalternes, qui tiennent des registres des habitants ainsi que des étrangers logeant dans les hôtels. La police se professionnalise progressivement, processus qui arrive presque à terme en 1770. La milice est écartée au profit du guet, une troupe soldée, vers la fin des années 1750, tandis qu'une forme de « militarisation » de celle-ci intervient (avoir servi dans les troupes devient une condition d'engagement). Le guet est au service des commissaires de police et du commis à la déclaration des étrangers, qui fait des descentes nocturnes dans les auberges à partir de 1750.
La ville devient une des capitales européennes des Lumières dont Montesquieu est le précurseur. La franc-maçonnerie bordelaise commence à se développer avec la création de la première loge anglaise en 1732. À la fin du XVIIIe siècle Bordeaux accueillait plus de 2 000 maçons. Bordeaux se rallie à la Révolution et devient le chef-lieu de la Gironde (1790). Un groupe politique, la Gironde, se forme. Au lendemain de l'exécution des Girondins (le 2 juin 1793), Bordeaux se soulève contre la Commune de Paris. Tallien fait régner la Terreur et la commission militaire instituée le 23 octobre 1793, présidée par Lacombe, organise 304 exécutions – 258 hommes et 46 femmes – sur 845 personnes incriminées. La colonne des Girondins, élevée en 1902 sur la place des Quinconces, rend hommage à ces victimes.

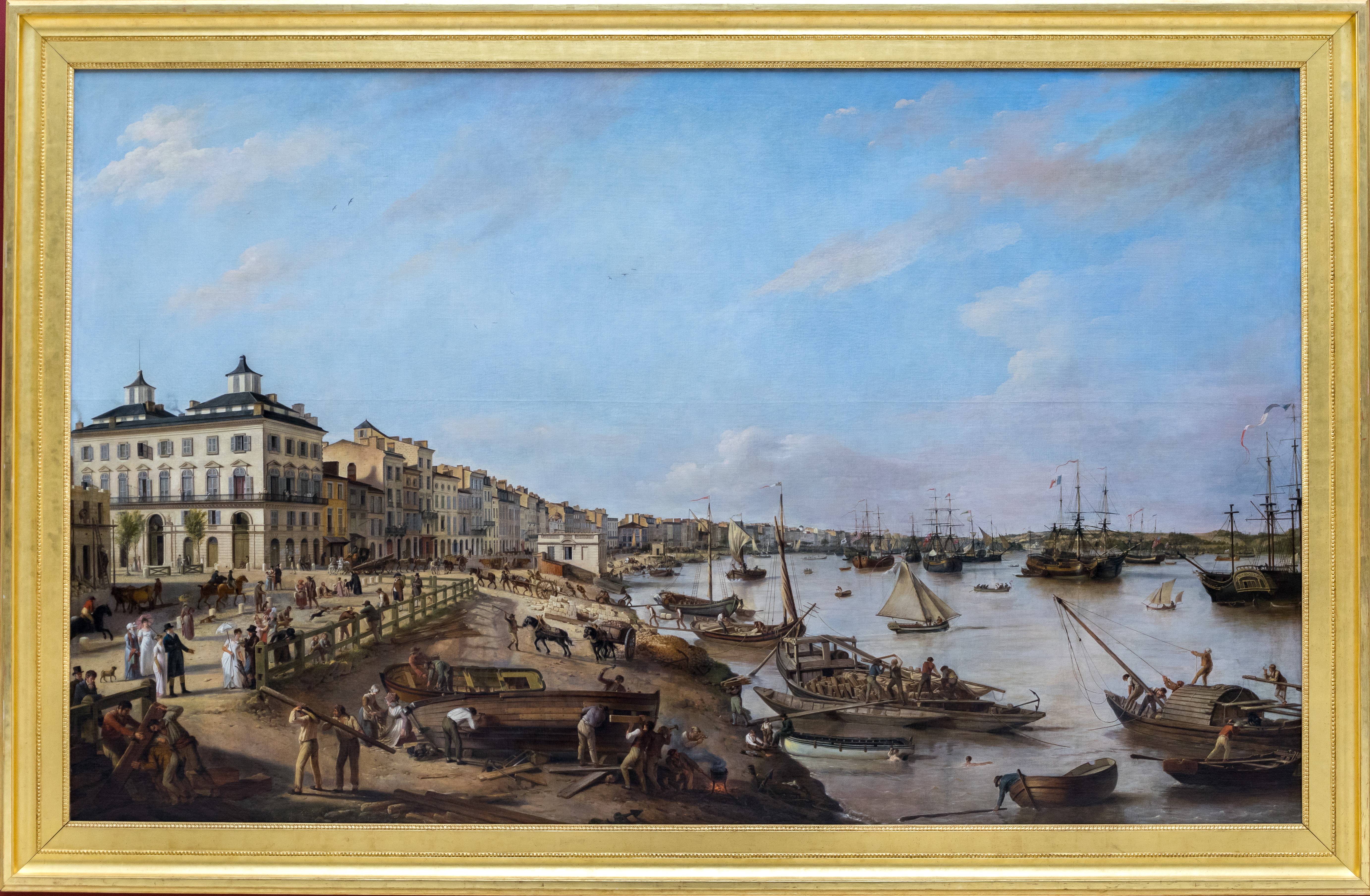
Pierre Lacour - Vue d'une partie du port et des quais de Bordeaux dits des Chartrons et de Bacalan, vers 1804.

Ruinée par la Révolution haïtienne et par les guerres napoléoniennes, la cité se réveille à la Restauration avec la démolition du château Trompette, en 1816, remplacé par l'immense place des Quinconces (1818-1827), et la construction du premier pont sur la Garonne, le pont de pierre (1810-1822). Le faubourg rive droite de la Bastide connaît en conséquence ses premiers développements. La ville s'étend vers l'ouest avec la construction d'échoppes, maisons basses caractéristiques du paysage urbain bordelais.
Au total, environ 500 navires bordelais ont déporté environ 150 000 Africains vers les Antilles. Si Bordeaux a vécu du système esclavagiste, il n'en demeure pas moins qu'il ne représentait que 5 % de l'activité portuaire. Aujourd'hui, plusieurs rues, avenues, places et monuments de la ville portent le nom de personnalités impliquées dans la traite : ainsi la rue Pierre Baour (famille tarnaise), la place William (Guillaume) Johnson (famille d'origine irlandaise), la rue David Gradis (famille originaire du Portugal), la rue Pierre Desse (capitaine de navires négrier), la rue François Bonnafé (famille Tarnaise), du nom d'un associé de la compagnie négrière Romberg et Bapst, etc....

## Époque contemporaine (depuis 1789)

### Période de la Révolution et de l'Empire (1789-1815)
- États généraux de 1789
- Assemblée nationale constituante (1789-1791) ; Assemblée législative (1791-1792) ;
- Première République (1792-1799) ; Convention nationale (1792-1795) ; Directoire (1795-1799)
- Consulat (1799-1804) ; Premier Empire (1804-1814) ; Cent-Jours (1815)
- Liste des maires de Bordeaux

#### Période de la monarchie constitutionnelle (juillet 1789-août 1792)
En janvier 1790, lorsque l'Assemblée constituante décide la création des communes et des départements, la ville de Bordeaux devient une commune de la Gironde, département dont elle est logiquement choisie comme chef-lieu. Elle est aussi le chef-lieu du district de Bordeaux (1789-1795). À la suite de la loi de constitution civile du clergé (août 1790), elle devient le siège épiscopal d'un diocèse dont le territoire est le même que celui du département.
Le 1° octobre 1791, l'Assemblée constituante ayant achevé la constitution promise à la France le 20 juin 1789, cède la place à l'Assemblée législative. Parmi les députés élus un groupe va se distinguer, d'abord appelé « brissotins », puis « girondins » en raison de l'importance parmi eux des députés de la Gironde, notamment Pierre Vergniaud, juriste, mais aussi Guadet, Gensonné, Grangeneuve et Ducos.

#### Période de la première République (septembre 1792-novembre 1799)
Ce groupe des girondins joue encore un rôle essentiel au début de la première République. À la Convention nationale, les girondins représentent désormais l'aile modérée d'une assemblée totalement républicaine, face aux montagnards dirigés par Robespierre. La lutte à mort qui s'engage en janvier 1793, lors du procès de Louis XVI, aboutit à la victoire des montagnards le 2 juin 1793 et à la mort dans les semaines qui suivent de nombre des députés du groupe (ils sont commémorés par la colonne des Girondins sur la place des Quinconces).
Il s'ensuit dans plusieurs villes de province des soulèvements, dits insurrections fédéralistes, notamment à Bordeaux. Mais l'armée républicaine rétablit l'ordre rapidement : Bordeaux est reprise le 16 octobre 1793, après Lyon et avant Marseille. Un personnage important à Bordeaux à cette époque est le conventionnel Jean-Lambert Tallien, représentant en mission. Il organise un tribunal d'exception, la commission militaire de Bordeaux, qui aboutit à l'exécution de 300 suspects (dont François-Armand de Saige, maire de 1791 à 1793) sur 5000 arrêtés. Lié à une suspecte qu'il fait libérer, Thérésa Cabarrus (« Madame Tallien »), qui agit pour protéger d'autres suspects, Tallien sera un des principaux agents de la chute de Robespierre (27 juillet 1794/9 thermidor an II).
Sur le plan économique, le commerce bordelais est frappé par la révolte des esclaves de Saint-Domingue à partir de 1791, par la guerre contre le Royaume-Uni (à partir de janvier 1793), ainsi que l'Espagne et le Portugal, et par les décrets d'abolition de l'esclavage de 1793-1794.

#### Période du Consulat et du premier Empire (1799-1814)
En 1800, le Premier Consul Napoléon Bonaparte réforme l'administration du pays en instituant les préfets et les sous-préfets, représentant de l'État dans les départements et les arrondissements (circonscription créée à cette occasion). Les communes perdent toute autonomie : désormais les maires des grandes villes sont nommés par le gouvernement, le ministre de l'Intérieur voire le premier Consul (Laurent Lafaurie de Monbadon de 1805 à 1809, Jean-Baptiste Lynch de 1809 à 1815).
En 1802, Bonaparte décide de révoquer les décrets d'abolition de l'esclavage. Mais il ne parvient pas à reprendre le contrôle de Saint-Domingue, qui devient la république d'Haïti en 1804. L'esclavage redevient cependant légal à la Guadeloupe et à la Martinique (jusqu'en 1848), ainsi qu'à la Réunion. Mais la traite négrière reste entravée par la guerre contre le Royaume-Uni, qui reprend en 1803 après la paix d'Amiens de 1802.

#### Première Restauration et Cents-Jours (1814-1815)
Le 12 mars 1814, le maire Jean-Baptiste Lynch, accueille sur la place Nansouty le général Beresford à la tête des troupes anglaises, venu pour prendre le contrôle de Bordeaux au nom de Louis XVIII. Sans aucune délibération avec les membres du Conseil municipal, le maire lui livre la ville. Bordaaux est de ce fait la première ville de France ralliée à la monarchie des Bourbons.
Un an plus tard, une pyramide est construite à cet endroit pour commémorer ce ralliement (décision du Conseil municipal du 4 mars 1815 sous la présidence du comte de Gourgues). Elle a été détruite pendant la révolution de 1830, après inscription sur l'une des pierre des vers suivants :

« Opprobre de notre patrie / De honte éternel monument / Chacun répète en te voyant / Ici la France fut trahie ! »

.
Quand le Premier Empire s'effondre, la ville est la première à accueillir les princes de la maison de Bourbon, c’est la « révolution de Bordeaux. »[pas clair]

### De Waterloo à la première Guerre mondiale (1815-1914)
Les participants au congrès de Vienne, réuni de 1814 à 1815 pour régler les problèmes internationaux en Europe, s'engagent à interdire la traite négrière, comme l'a fait le Royaume-Uni en 1807. Le gouvernement français adopte cette mesure en 1818. Désormais, la Marine britannique est habilitée à arraisonner et inspecter tout navire suspect, n'importe où en mer. La traite négrière ne disparait pas immédiatement, mais devient clandestine et déshonorante.

#### Période de la Restauration (1815-1830)

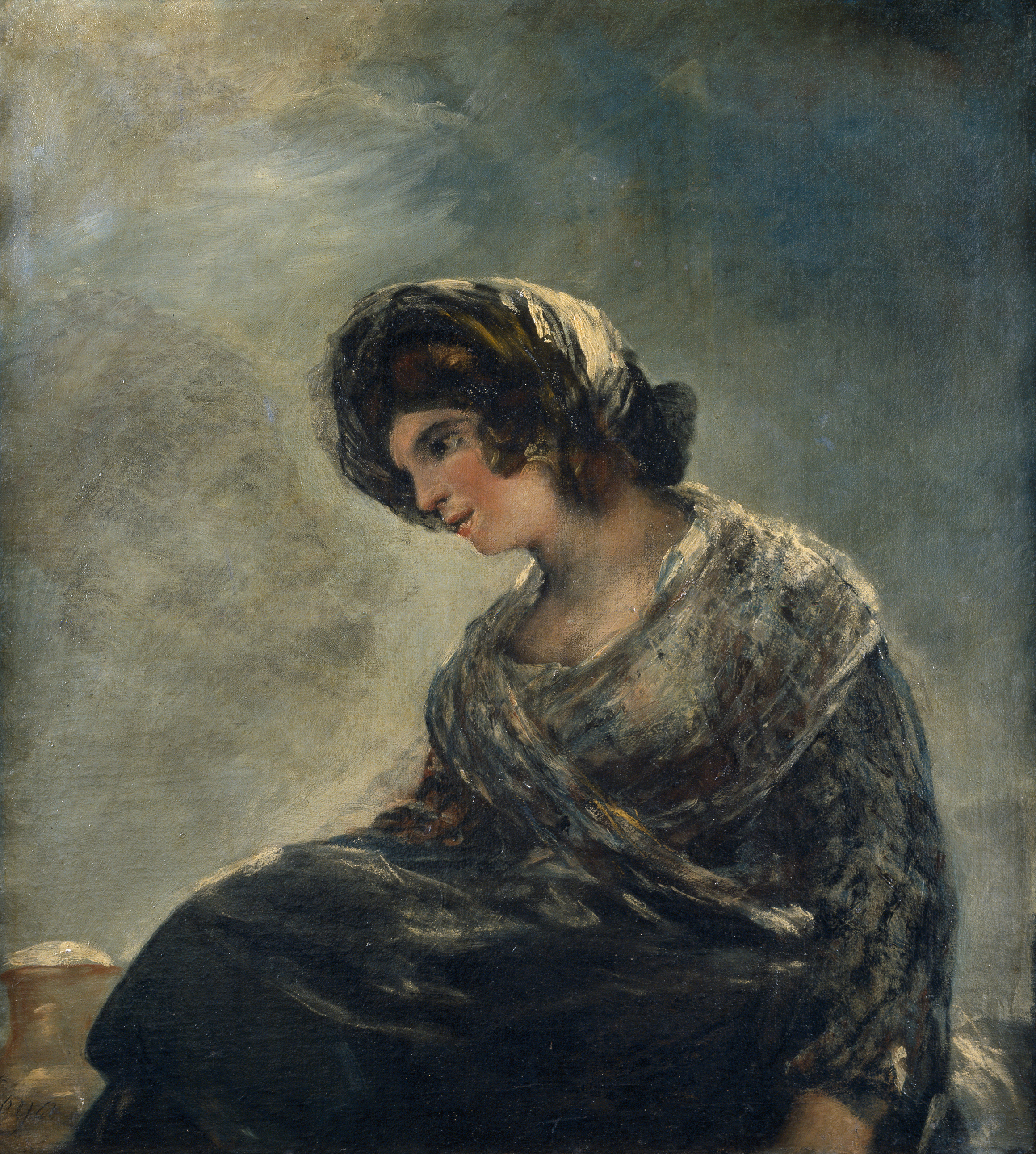
Goya, La Laitière de Bordeaux, vers 1827, Musée du Prado. En exil en France, à Bordeaux de 1824 à 1828, Goya peint des scènes de la vie quotidienne de la ville.

La maison de Bourbon, de nouveau restaurée après la défaite de Napoléon à Waterloo (18 juin 1815), a des attaches à Bordeaux en la personne du duc de Bordeaux, Henri d'Artois (1820-1883), fils de Charles Ferdinand d'Artois (1778-1820) (neveu de Louis XVIII) et de Marie-Caroline de Bourbon-Siciles (1798-1870), dite la duchesse de Berry.
Celle-ci séjourne à Bordeaux en juillet 1828 pour soutenir son beau-père Charles X, dont la popularité est en forte baisse à cette époque. Il va d'ailleurs être renversé en juillet 1830 par les Trois Glorieuses.
En 1822 est ouvert à la circulation le Pont de pierre, dont la construction a été lancée par Napoléon sous le Premier Empire. C'est, à une date tardive pour une grande ville, le premier pont de Bordeaux, la traversée de la Garonne se faisant auparavant en bateau. Cela permet le développement du quartier de la Bastide sur la rive droite. L'architecte en est Claude Deschamps (1765-1843), qui en 1824 achève l’entrepôt Lainé, un des derniers témoignages de l’architecture portuaire du XIXe siècle en Europe (aujourd'hui utilisé par le CAPC).
L'hôpital Saint-André, fondé au XIVe siècle, est entièrement reconstruit en 1829.

#### Développement de la ville sous la monarchie de Juillet et le Second Empire (1830-1870)
À partir de 1840, la ville redevient un grand port de commerce colonial, commerçant de nouveau avec l’Afrique. Bordeaux devient la ville des expositions. La ville organise 4 expositions internationales en 1850, 1855, 1859, 1865 lors de ces expositions la ville accueillera de nombreux exposants et visiteurs, l’exposition de 1865 attire des exposants venant de toutes les colonies et plus de 300 000 visiteurs.

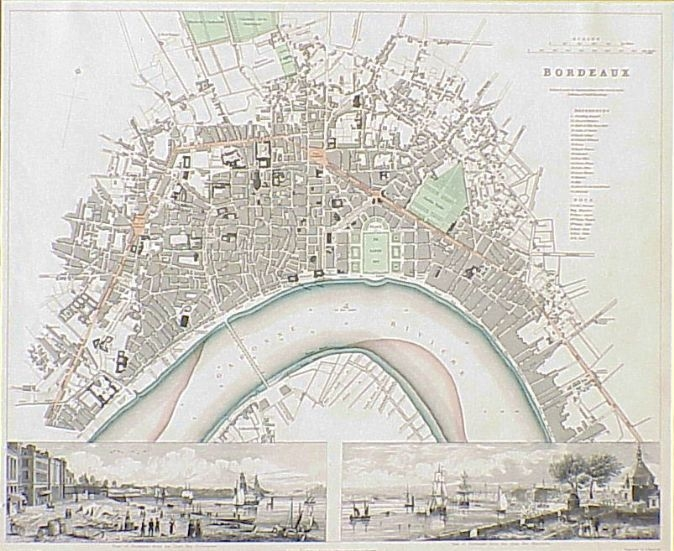
Plan de la ville de Bordeaux en 1840.

Le 7 mai 1841, une première ligne de chemin de fer est ouverte entre Bordeaux et la Teste. Les trains partent de la gare de Bordeaux-Ségur, située sur la rive gauche de la Garonne.
Bordeaux considérée comme orléaniste est la dernière grande ville à proclamer la République en 1848.
En 1852, est ouverte la ligne entre Bordeaux et Angoulême, dernier tronçon de la ligne Paris-Bordeaux de la compagnie d'Orléans (par Orléans et Tours). Les trains à destination de la capitale partent de le gare d'Orléans située sur la rive droite dans le quartier de la Bastide (il n'existe pas encore de pont de chemin de fer sur la Garonne). À Paris, les trains arrivent aussi à la gare d'Orléans, aujourd'hui gare d'Austerlitz.
En 1855 est achevée la construction de la gare Saint-Jean, ainsi que la voie ferrée de ceinture et la gare du Médoc (ultérieurement gare Saint-Louis, puis gare de Ravezies).
Bordeaux poursuit sa modernisation (création des boulevards, démolition des vieux quartiers, etc.).

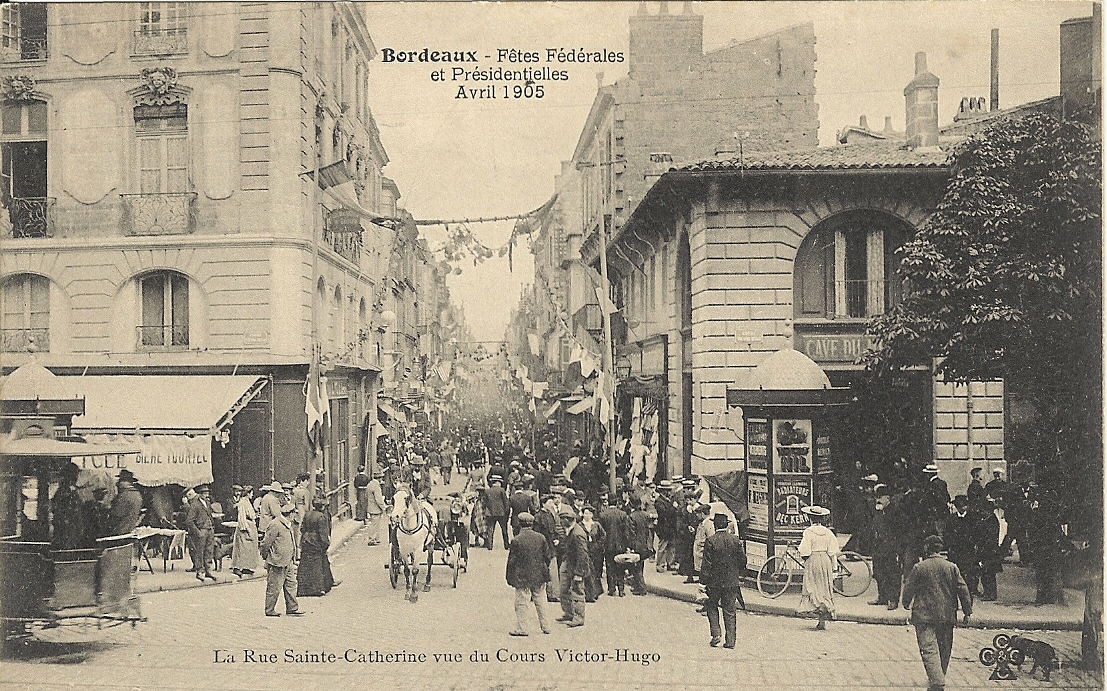
Rue Sainte-Catherine en avril 1905

En 1858, le maire Antoine Gautier inaugure le premier système d'adduction d'eau de Bordeaux. L'eau est alors captée au Taillan, puis stockée rue Paulin dans un réservoir de 22 000 m3 avant de desservir les fontaines de la ville.
Dans le contexte social agité de la fin du Second Empire, une grève mobilise plus de 1500 menuisiers.

#### Débuts de la troisième République (1870-1914)
En septembre 1870, Léon Gambetta forme un gouvernement de la Défense nationale à Tours qui se replie en décembre à Bordeaux, très provisoirement capitale de la France. Le général Chanzy, élu député des Ardennes, rejoint début 1871 le gouvernement à Bordeaux, où il prône la poursuite de la résistance. Aux élections législatives précipitées de février 1871, Victor Hugo, est élu député républicain de la Seine, jusqu'à sa démission pour condamner l'annulation de l’élection de Giuseppe Garibaldi. En Gironde, malgré la ferveur populaire, aucun candidat républicain n'est élu. Mais même si les bonapartistes viennent en tête à ces élections, les idées républicaines progressent en Gironde. L'Assemblée nationale se réunit au Grand Théâtre de Bordeaux.

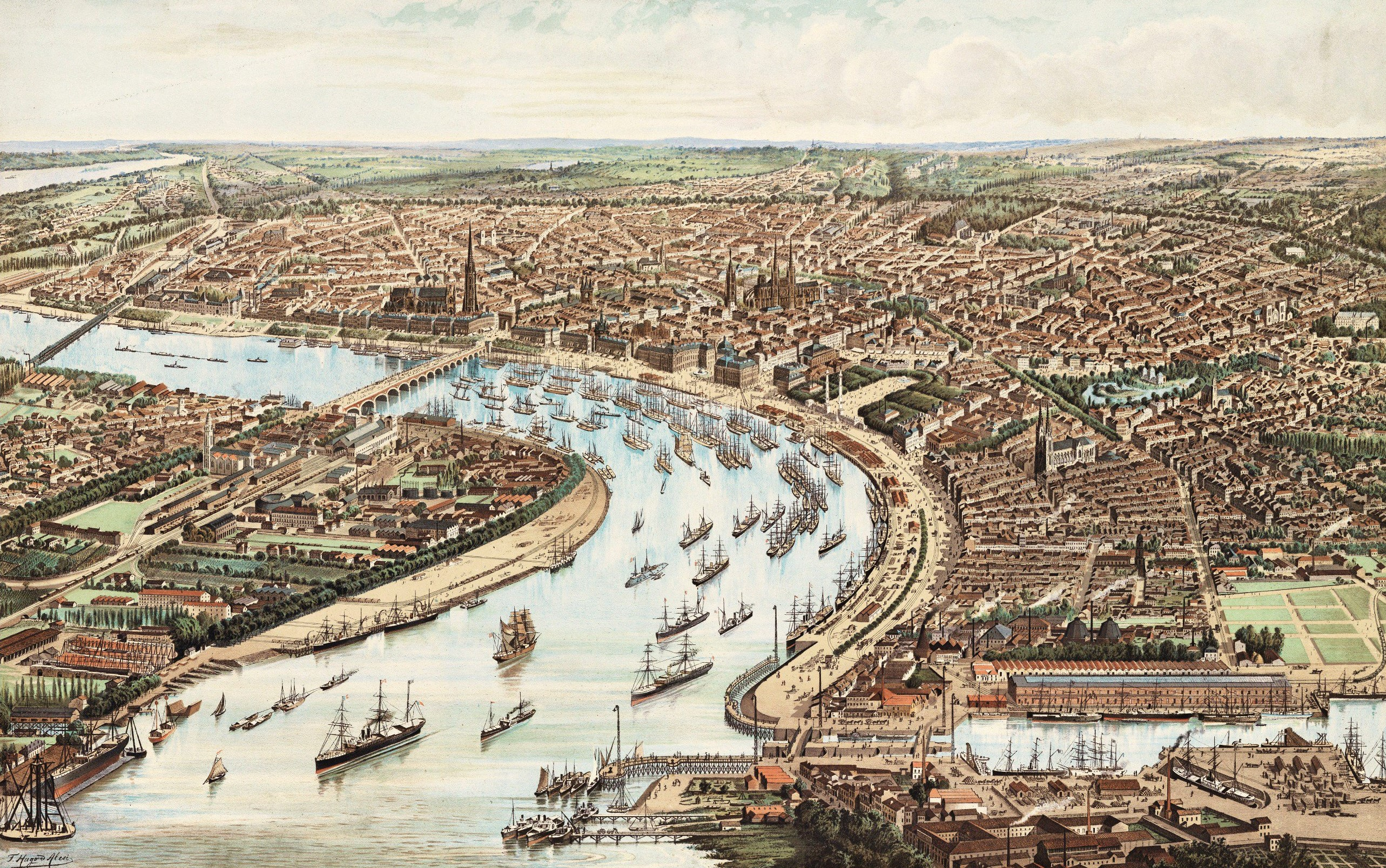
Le port de Bordeaux à la fin du XIXe siècle.

Dans le sillage de l'Exposition Universelle de 1889 à Paris, Bordeaux veut, comme Lyon en 1894 imposer son identité « coloniale » en organisant une exposition en 1895 sur « l’économie coloniale » associée à l’agriculture, la production de vins et spiritueux, les beaux-arts et l’industrie mais aussi des villages ethnographiques.
Le maire de Bordeaux Camille Cousteau inaugure en février 1900 la première ligne de tramway électrique.
À la fin du siècle, la ville s'industrialise avec des entreprises chimiques, métallurgiques, alimentaires (notamment des huileries). C'est aussi l'époque de la crise du phylloxéra dans le vignoble.

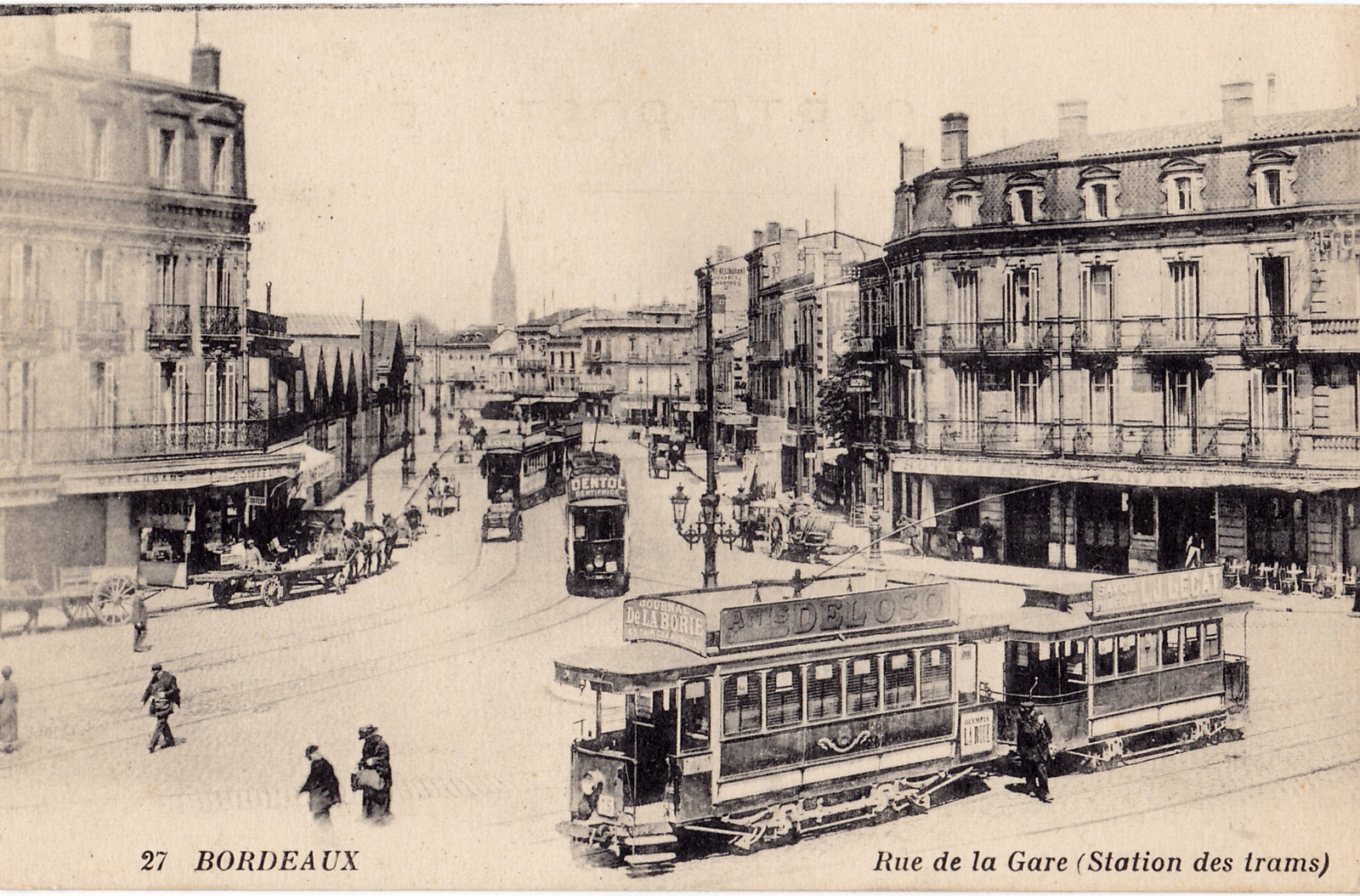
La station des tramways, rue de la Gare, au début du XXe siècle.
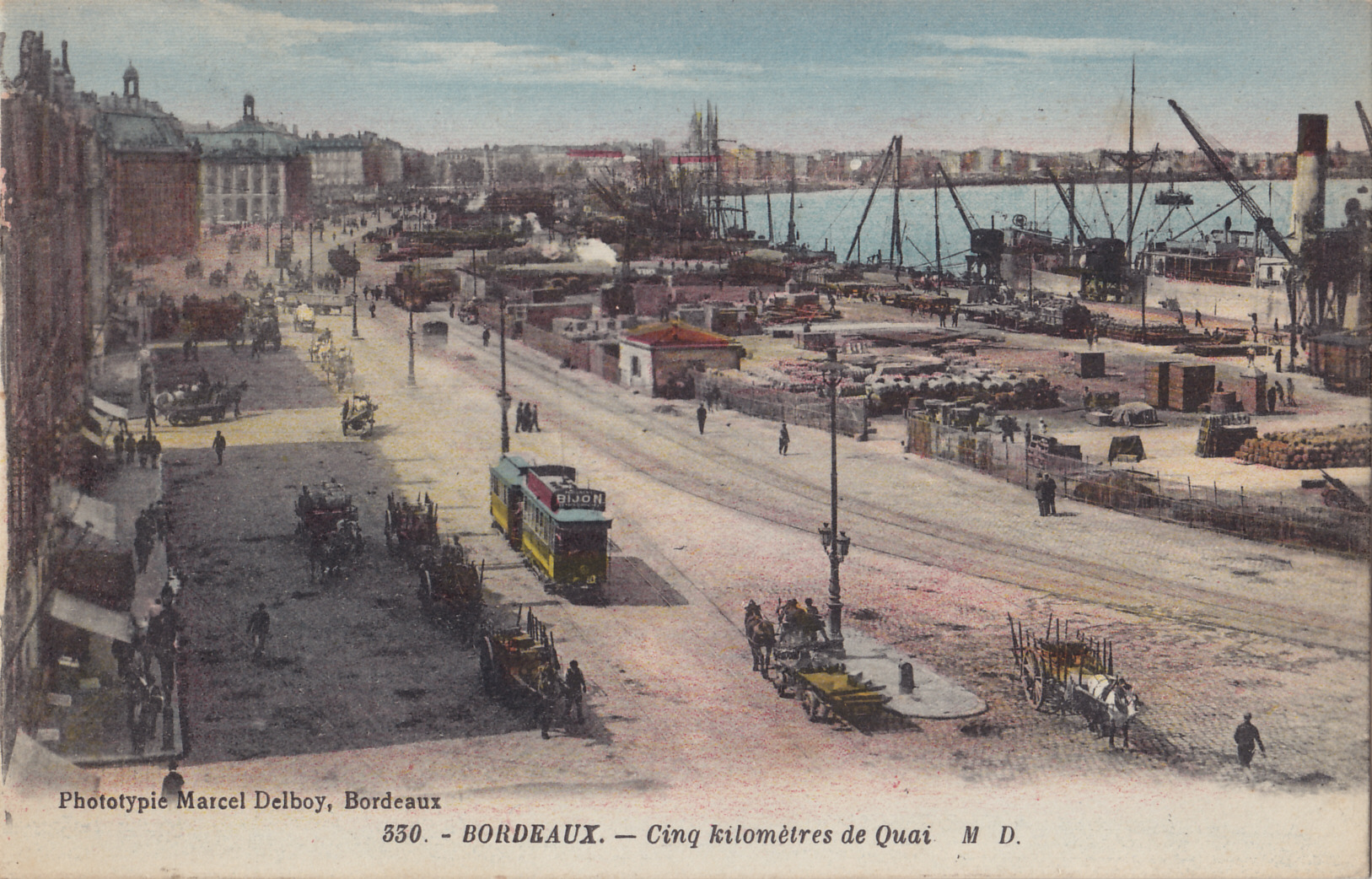
Le port, au début du XXe siècle.

### PremierXXesiècle(1914-1947)

#### Première Guerre mondiale

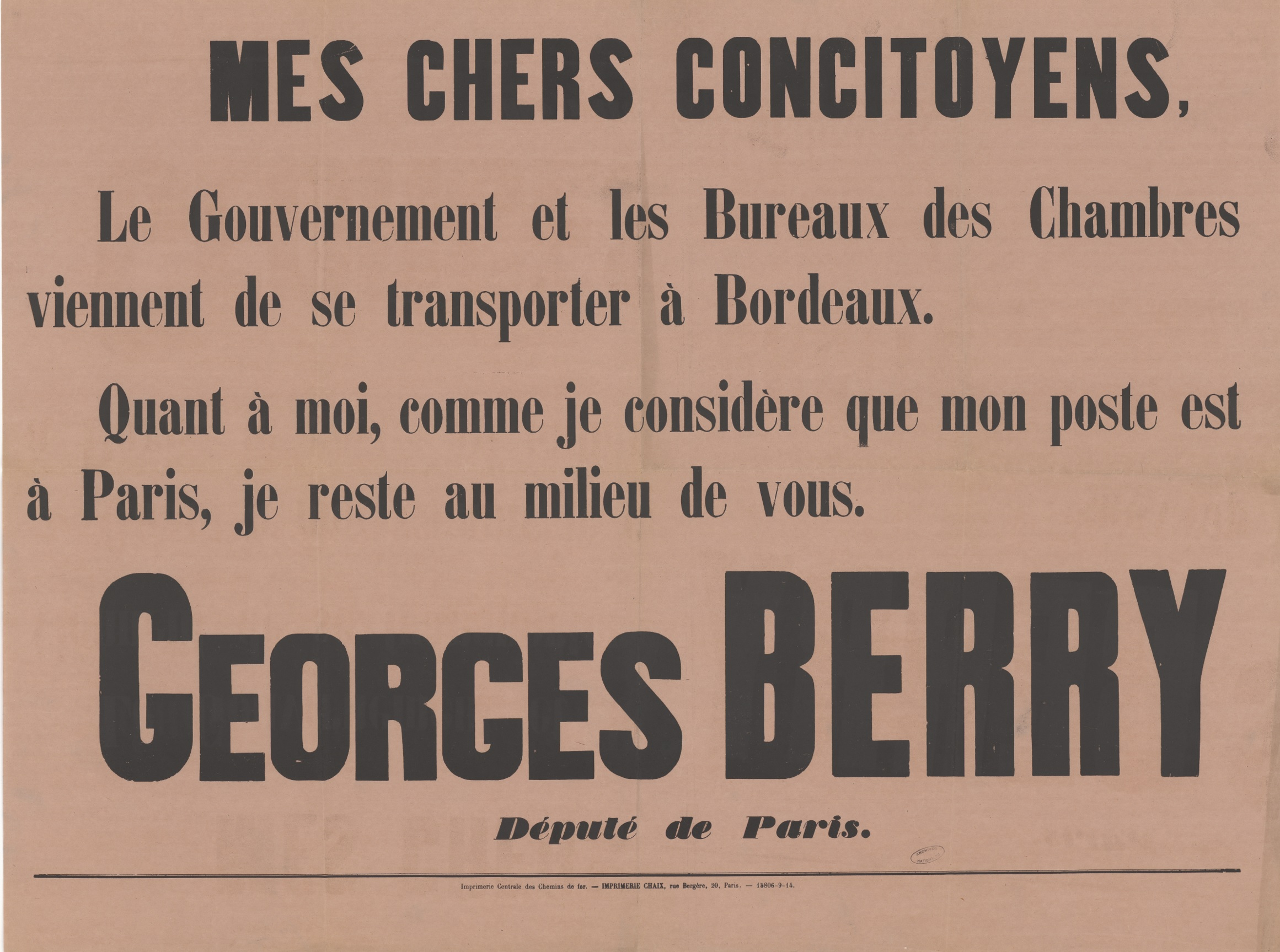
Affiche de Georges Berry annone qu'il reste à Paris, alors que le gouvernement se réfugie à Bordeaux. Archives nationales de France.

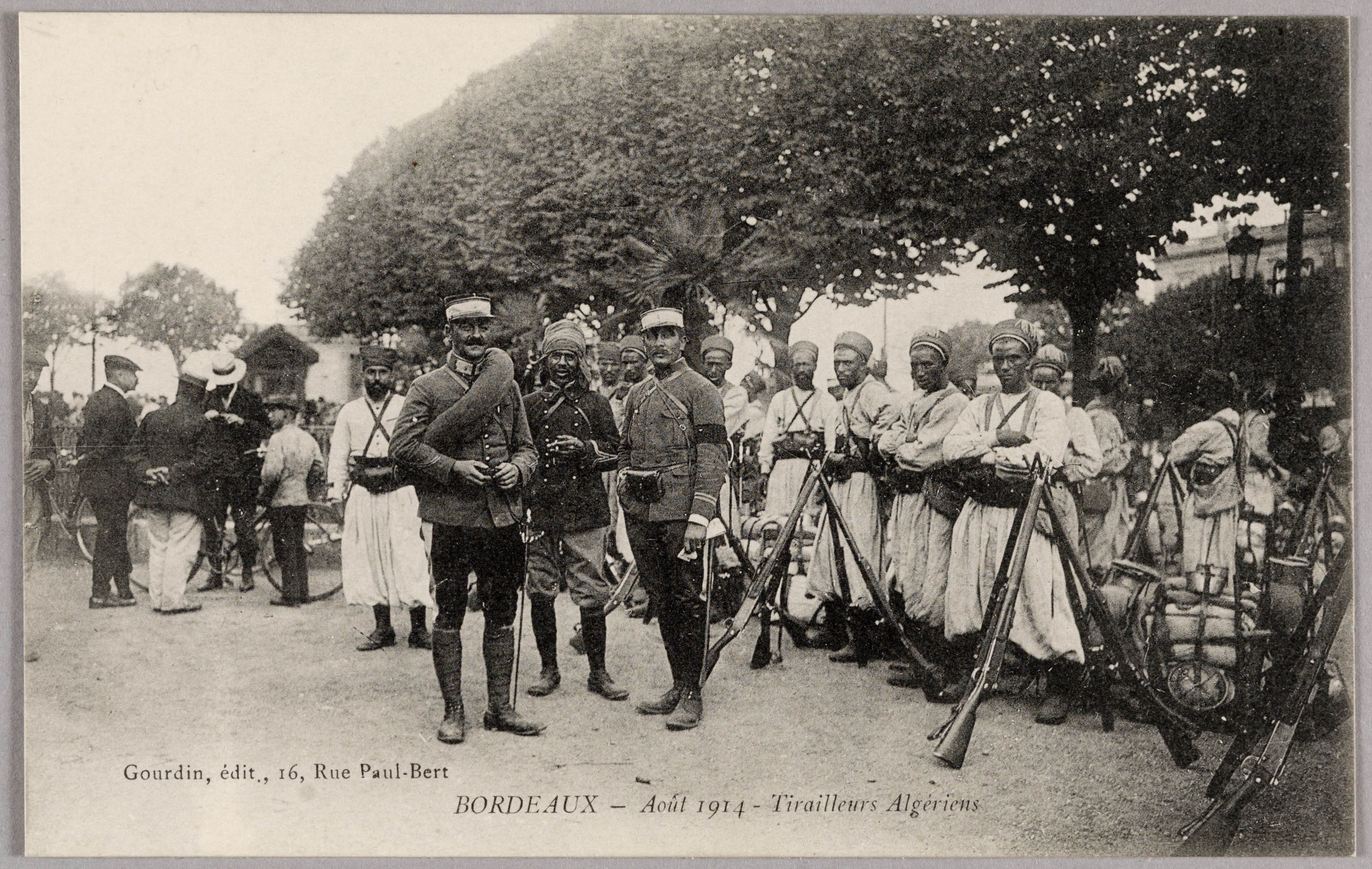
Tirailleurs algériens sur la place du Pont en août 1914.

Au début de la Première Guerre mondiale, Paris étant menacée par l’avancée des armées allemandes (bataille de la Marne), le gouvernement français, présidé par René Viviani, se replie à Bordeaux. Le président du Conseil s’installe au n° 17 de la Rue Vital-Carles. Certains locaux de l'université sont réquisitionnés par les différents ministères, notamment le ministère de la défense. Le gouvernement quitte Bordeaux lorsque la situation parait stabilisée à la fin de 1914.
Pendant la guerre, la ville connaît une certaine prospérité grâce aux usines d’armement[réf. nécessaire].
À partir de l'entrée en guerre des États-Unis en 1917, le port et la ville deviennent des points de passage pour les soldats et le matériel américains arrivant en France.
Elle est aussi à cet instant la ville de l’Action française et des ligues qui rendent le climat politique agité.[pas clair]

#### L'entre-deux-guerres et l'avènement d'Adrien Marquet (1925)
Le député socialiste de la Gironde Adrien Marquet (1884-1955) est élu maire de Bordeaux en 1925 grâce à une alliance entre la SFIO et le parti radical. Il bat le maire sortant élu en 1919, Fernand Philippart, négociant, de l'Union républicaine nationale. Marquet va imprimer à la ville ouvrière une politique de transformation sociale[pas clair] en construisant ou en modernisant les équipements.
En 1930, la municipalité de Bordeaux adopte un grand programme d'urbanisme, le plan Marquet, dont un objectif est d'engager des grands travaux afin d'atténuer les conséquences de la crise de 1929. En conséquence, la ville est dotée d'équipements publics dans le style de l'architecture Art déco : la nouvelle Bourse du travail, la piscine Judaïque, le stade Lescure, la maison cantonale de La Bastide, le centre de tri postal Saint-Jean et les abattoirs.
En octobre 1933, Adrien Marquet est exclu de la SFIO en même temps que Marcel Déat et Pierre Renaudel, formant avec eux un nouveau parti, le Parti socialiste de France-Union Jean Jaurès, que ses idées autoritaires et corporatistes rapprochent du fascisme. Mais cela ne remet pas en cause ses mandats de maire et de député (depuis 1924). Aux élections législatives de 1936, il est réélu contre un candidat du Front populaire.

#### Seconde Guerre mondiale

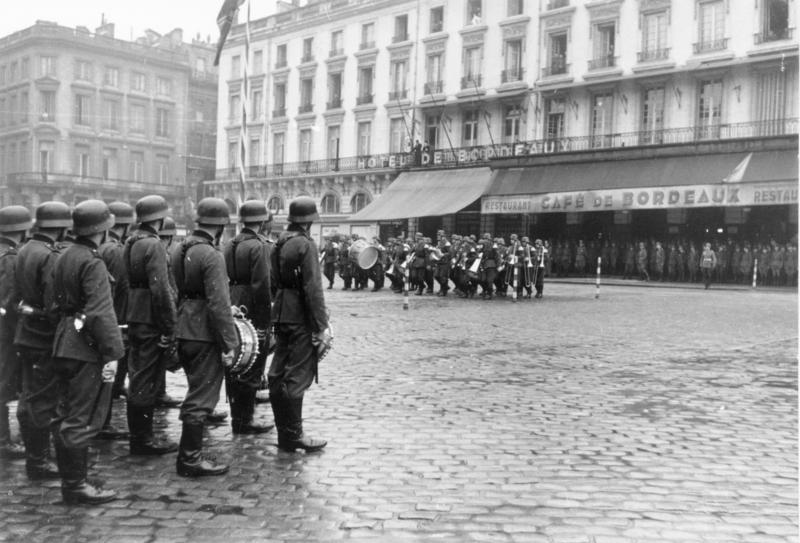
Animation musicale par la Wehrmacht en 1942 sur la place de la Comédie.

Le 14 juin 1940, jour de l'occupation de Paris par l'armée allemande, Bordeaux accueille le gouvernement de Paul Reynaud. C'est la troisième fois que cela se produit, de nouveau dans une période de grand danger, ce qui vaut à la ville le surnom de « capitale tragique ». José-Alain Fralon écrit dans le Juste de Bordeaux : « Philippe Pétain et Pierre Laval s'installent à la mairie, Weygand, rue Vital-Carles. De Gaulle lui, est à l'hôtel Majestic. Tout près du quai Louis-XVIII ».

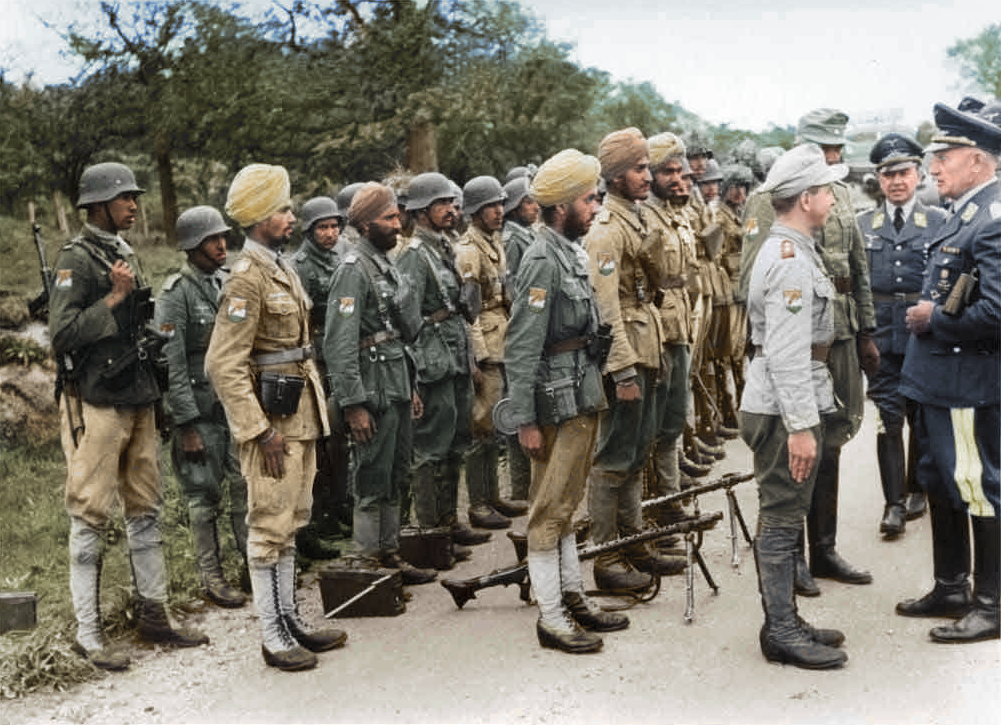
Inspection à Bordeaux de la Légion de l'Inde libre, au service des Nazis, février 1944.

Quelques jours plus tard, alors que le gouvernement français présidé depuis le 16 juin par Philippe Pétain s’apprête à signer l'armistice, le consul du Portugal, Aristides de Sousa Mendes délivre en neuf jours des visas qui permettent à plus de 30 000 réfugiés de fuir l’avancée de l’armée allemande.
La ville est ensuite occupée par la Wehrmacht, comme toute la côte Atlantique et le nord de la France. La ligne de démarcation avec la zone non occupée passe à la limite entre Gironde et Lot-et-Garonne. Adrien Marquet, proche de Marcel Déat avec lequel il a fondé avant-guerre le parti des néo-socialistes, influencé par les idées fascistes, reste en place et participera à la politique de collaboration du régime de Vichy.
Dans les années 1980 et 1990, la réévaluation du rôle de l'administration française sous l'Occupation a mis au premier plan le cas de Maurice Papon, secrétaire général de la préfecture de la Gironde de 1940 à 1944.
Le 23 octobre 1940, le train spécial d' Adolf Hitler passe par Bordeaux pour aller à Hendaye où il doit avoir une entrevue avec Francisco Franco[réf. nécessaire].
Le 21 octobre 1941, le conseiller d'administration militaire (Kriegsverwaltungsrat) Hans Reimers est abattu à Bordeaux par un militant communiste membre de l'OS Pierre Rebière, appliquant une directive du parti communiste d'attentats contre les forces d'occupation. En représailles, cinquante otages sont fusillés le 24 octobre au camp de Souge. Ces événements ont lieu juste après ceux de Nantes : l'attentat contre le Feldkommandant Karl Hotz le 20 octobre et l'exécution de quarante-huit otages le 22 octobre à Châteaubriant, Nantes et Paris.
Le port de Bordeaux joue pendant la guerre un rôle majeur dans l’économie de guerre du Troisième Reich. Une base sous-marine est construite (comme à Saint-Nazaire et Lorient). Des cargos allemands forcent le blocus britannique pour approvisionner l’Allemagne en matières premières (caoutchouc naturel, notamment) venus d'Extrême-Orient.
Après les débarquements alliés de Normandie (6 juin 1944) et de Provence (15 août), les Allemands quittent Périgueux et Agen le 19 août 1944, Pau le 20, et Bordeaux le 28, après avoir coulé de nombreux bateaux dans le fleuve pour empêcher toute remontée de la Garonne par les troupes alliées. Le déblocage de l'accès a pris plusieurs années et aujourd'hui encore, quelques restes d'épaves sont visibles à marée basse, notamment depuis la place des Quinconces.

### L'après-guerre: l'époque de Jacques Chaban-Delmas (1947-1995)
En 1947, Jacques Chaban-Delmas, qui a acquis le grade de général dans la Résistance, est élu maire. C'est un fidèle du général de Gaulle, un des grands représentants du courant gaulliste durant l'après-guerre.
Il industrialise la ville, avec comme élément moteur le domaine aéronautique et spatial (comme à Toulouse), alors que le négoce s’effondre.
De 1960 à 1975, l'accélération de l'urbanisation (déploiement de l'habitat individuel et des échoppes et voiries correspondantes) a provoqué une consommation d'espace quasi équivalente à celle du siècle et demi précédent (1810-1960) : plusieurs grands aménagements ont été réalisés : création du quartier du Grand Parc et du quartier du Lac; rénovation du quartier Mériadeck; réaménagement du quartier de la Bastide; délimitation d'un vaste secteur sauvegardé de 150 hectares; transfert des universités au domaine universitaire de Talence Pessac Gradignan; franchissement de la Garonne par trois nouveaux ponts (en 1965, 1967 et 1993) et ouverture d'une rocade.

### L'époque d'Alain Juppé (1995-2019)
Malgré quelques vicissitudes judiciaires qui amènent son retrait de la vie publique pendant quelques années, la vie politique municipale de Bordeaux s'identifie pendant 24 ans avec la personne d'Alain Juppé, normalien, énarque et homme politique de premier plan au niveau national, originaire de Mont-de-Marsan.

#### Premier mandat d'Alain Juppé (1995-2004)
En 1995, Jacques Chaban-Delmas renonce à se présenter pour un nouveau mandat en raison de son âge. Il soutient la candidature d'Alain Juppé, lui aussi gaulliste, alors premier ministre de Jacques Chirac,.
Le nouveau maire lance le Projet urbain de Bordeaux de 1995 à 2005, dont les deux axes principaux sont l'aménagement des quais et le rétablissement d'un réseau de tramway (mode de transport choisi en lieu et place d'un controversé projet de métro automatique VAL).

#### Mandat intérimaire d'Hugues Martin (2004-2006)
À la suite de sa condamnation en 2004, Alain Juppé est remplacé par Hugues Martin. À la demande d'associations, Hugues Martin lance à Bordeaux une démarche de reconnaissance officielle des liens entre la ville et l'esclavage. Le 10 juin 2005 il inaugure le square Toussaint Louverture sur le quai des Queyries, dont il confie la présidence à Denis Tillinac. À la suite du rapport rendu par ce comité, Hugues Martin inaugure le 10 mai 2006 une plaque commémorative sur le quai de Chartrons. Il confie au Musée d'Aquitaine le soin de mettre en place des salles permanentes consacrées à la mémoire de l'esclavage, et qui seront inaugurées en 2009.
Le Conseil municipal démissionne le 28 août 2006, et des élections municipales anticipées sont organisées le 8 octobre. Alain Juppé, de retour d'un séjour d'un an au Canada où il a été enseignant à l'université, est ainsi réélu au premier tour, avec 56,24 % des suffrages exprimés (44 % de participation) .

#### Le retour d'Alain Juppé (2006-2019)
Après 1995, Alain Juppé souhaite donner à la ville un nouveau souffle. Il lance le premier projet urbain de Bordeaux de 1995 à 2005 qui concerne essentiellement l'aménagement des quais et la (re-)création d'un réseau de plus de 50 kilomètres de lignes de tramways,. Après 2006, il poursuit la rénovation de la ville, la construction de nouveaux quartiers et l'extension du tramway. À la suite de l'annonce de la ligne LGV, un nouveau projet urbain est impulsé à partir de 2009, Bordeaux-Euratlantique. Durant ces années, la ville a entrepris d'importants projets d'urbanisme visant à revitaliser son centre historique et à moderniser ses infrastructures.
La rénovation des quais de la Garonne a été l'un des projets phares, transformant les berges en espaces de promenade animés et attractifs. Parallèlement, Bordeaux a consolidé sa réputation en tant que destination culturelle et touristique. Sur le plan économique, Bordeaux a bénéficié de sa position privilégiée dans le secteur viticole ainsi que de l'essor de l'industrie aéronautique, militaire et spatial, avec la présence de grandes entreprises telles que Dassault Aviation, Airbus (société) (secteurs Défense et Spatial, entre autres l'ancienne Aérospatiale) et Thales, mais aussi de l'inauguration de la LGV en 2017.
Cette période de croissance n'a pas été exempte de défis. La pression sur le marché immobilier a entraîné une hausse des prix du logement, rendant la ville moins accessible pour de nombreux habitants. À la suite des élections municipales de 2014, un troisième projet urbain intégrant les projets physiques et le développement durable est lancé : « Bordeaux 2030 ».

### Bordeaux actuelle (depuis 2019): Nicolas Florian et Pierre Hurmic
En 2018, le métro à Bordeaux revient sur le devant de la scène, notamment la création de deux lignes de métro. En 2019, une étude d'opportunité commandée par la métropole de Bordeaux conclut à la pertinence d'un réseau de métro à l'horizon 2030. À la suite des élections municipales de 2020 et de l'arrivée d'une majorité de gauche à la métropole, le projet de métro est ajourné. Des élus de droite et des citoyens continuent néanmoins à porter l'idée d'un métro à Bordeaux, et une étude d'opportunité et de faisabilité démarre en septembre 2023.
Nicolas Florian devient maire en 2019 et Pierre Hurmic en 2020.